# Kultur in Frankfurt am Main

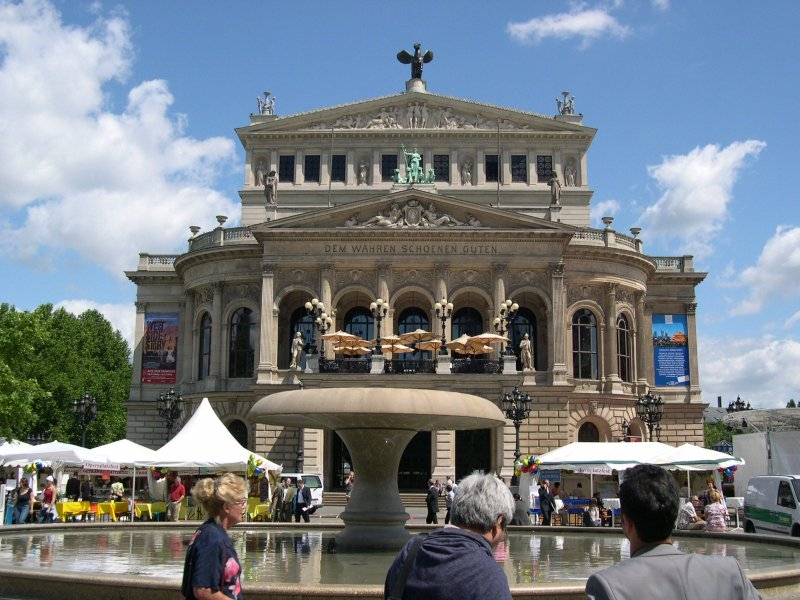
Die Alte Oper am Opernplatz in Frankfurt am Main

Das Angebot an Kultur in Frankfurt am Main ist vielfältig und vielseitig. Rund 20 Bühnen, 30 freie Theatergruppen und über 70 Museen sowie Ausstellungshäuser werben um Publikum nicht nur in der Stadt, sondern auch weit darüber hinaus.

## Liberaler Bürgersinn statt höfischer Pracht

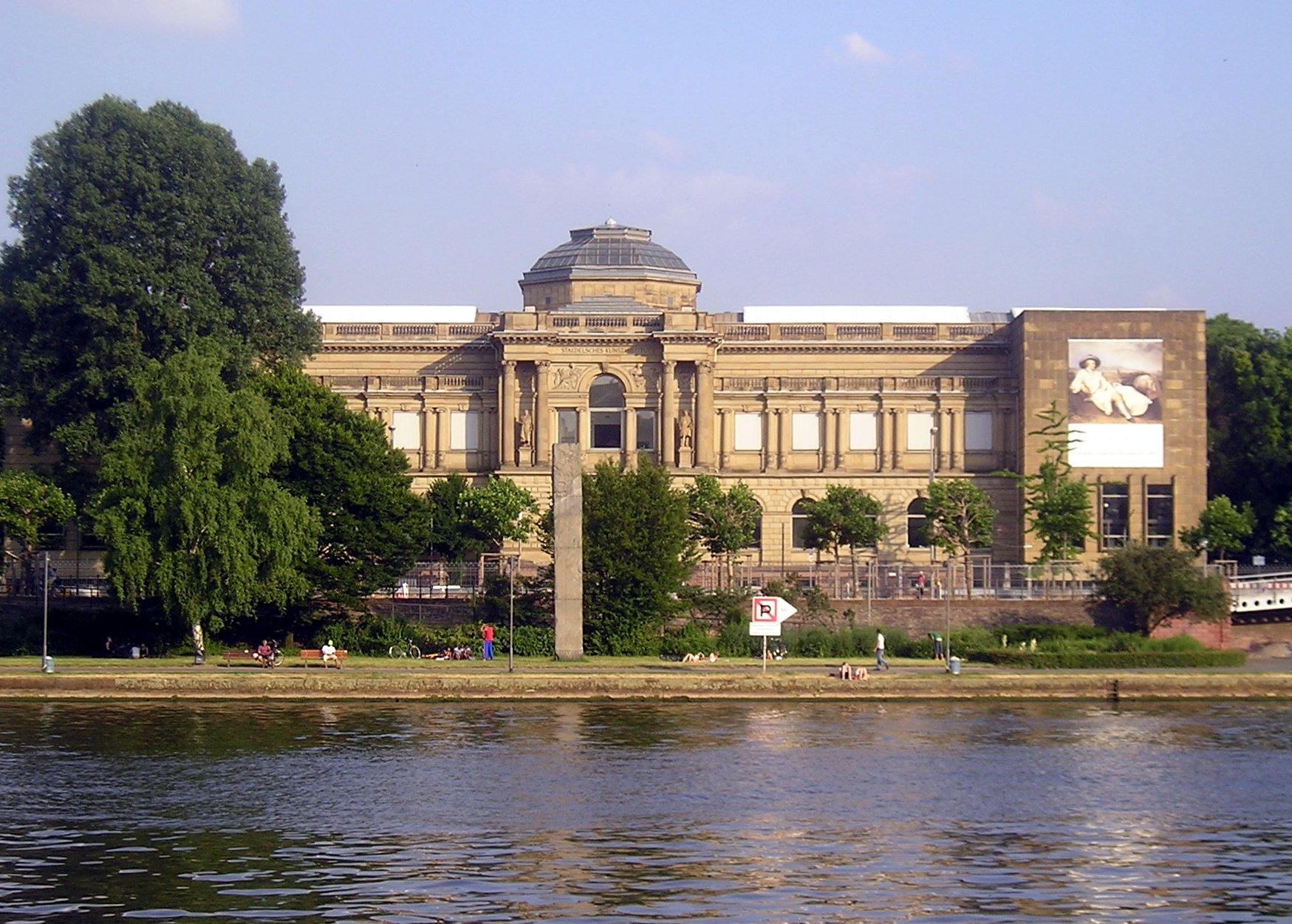
Das Kunstmuseum Städel trägt den Namen seines Stifters, Johann Friedrich Städel.

Frankfurt war vom Mittelalter bis in das 19. Jahrhundert eine bürgerliche Stadtrepublik, niemals Residenzstadt eines Monarchen. Während in Städten vergleichbarer Bedeutung regierende Fürsten ihre Hauptstadt zum Kulturzentrum ausbauten, mussten die Frankfurter ihre Kulturstätten selbst errichten. Diese Ausgangssituation förderte einen bürgerlichen Gemeinsinn, der sich in zahlreichen Stiftungen und einem lebendigen Mäzenatentum niederschlug.
Viele kulturelle Institutionen der Stadt sind diesem Bürgersinn früherer Generationen zu verdanken, zum Beispiel die Museumsgesellschaft, die Polytechnische Gesellschaft oder das Städel. Auch die 1858 gegründete Kronberger Malerkolonie hatte keine höfische Unterstützung und fußte auf Privatinitiative, sie ist eine der frühesten Malerkolonien in Deutschland gewesen. Auch der Aufenthalt von Gustave Courbet Mitte des 19. Jahrhunderts fußte darauf, dass es in der Frankfurter Gesellschaft einen bedeutenden Abnehmerkreis für Kunst gab. Dass Kunst und Kultur in Frankfurt keine höfischen Mäzene hatten, trug auch zu einer Abwanderung von Künstlern bei. Der Maler August Weber verließ Frankfurt, ihm folgten 1858 Jakob Maurer und Anton Burger nach Düsseldorf.
Zahlreiche Stifter, darunter viele jüdische Bürger Frankfurts, schufen Sammlungen und Einrichtungen, die heute noch bestehen.
1925 wurde das groß angelegte Städtebauprogramm Neues Frankfurt initiiert, das neben Architektur und Design auch den ganzen Kultur- und Bildungsbereich umfasste.
Die Zeit des Nationalsozialismus und die Zerstörungen des Zweiten Weltkrieges bedeuteten auch für das Frankfurter Kulturleben eine tiefe Zäsur. Jüdische Kulturschaffende und Mäzene wurden ermordet oder verließen das Land. Mal- und Ausstellungsverbote für von als entartet diffamierten Künstlern schadeten der Kunstszene nachhaltig. Während die Theater schon kurz nach Kriegsende wieder aufblühten, brauchten die Galerien und Kunst eine wesentlich längere Aufbauzeit.
Während der 1950er und 1960er Jahre galt Frankfurt als Hauptstadt des Wirtschaftswunders, jedoch noch nicht als nationales Kulturzentrum. Erst ab den 1970er Jahren wurde Frankfurt wieder zur Kulturstadt ausgebaut. Symbole dafür waren der Wiederaufbau der kriegszerstörten Alten Oper und der Ausbau des Sachsenhäuser Mainufers (Schaumainkai) zum Museumsufer. Mangels solventer Mäzene wurde dieser Ausbau vornehmlich mit öffentlichen Geldern gefördert; Frankfurt hatte in den 1980er Jahren den höchsten Kulturetat aller deutschen Großstädte.
Seit den 1990er Jahren entwickelten sich besonders kulturelle Massenveranstaltungen, wie das jährliche Museumsuferfest oder das Open-Air-Festival Sound of Frankfurt. Auch in der Commerzbank-Arena finden im Sommer gelegentlich Konzerte statt. In der Innenstadt und den Stadtteilen finden zahlreiche sommerliche Straßen- und Kulturfeste statt. Das bedeutendste unter ihnen ist das Höchster Schlossfest.
Zum Frankfurter Kulturleben gehören aber auch die Messen, insbesondere die Frankfurter Buchmesse, die Musikmesse und die Kunstmesse fine art fair frankfurt, die von 1989 bis 2005 unter dem Namen Art Frankfurt stattfand.

## Medien in Frankfurt am Main
Die alte Messe- und Handelsstadt ist ein traditioneller Umschlagplatz für Neuigkeiten. Die „freie Stadtluft“ der Reichsstadt ermöglichte Publikationen, die in Monarchien der Zensur zum Opfer gefallen wären. Früh erschienen hier die ersten Zeitungen, wie die Frankfurter Postzeitung (1615–1866) oder das Frankfurter Journal (1639–1903). Die Frankfurter Latern, 1860 bis 1891 herausgegeben von Friedrich Stoltze, war eines der bedeutendsten satirischen Blätter des 19. Jahrhunderts. Bis zum Beginn des Nationalsozialismus war Leopold Sonnemanns 1856 gegründete Frankfurter Zeitung eine der Führenden in Deutschland. Heute erscheinen hier zwei der vier wichtigsten Qualitätszeitungen der Republik: die Frankfurter Allgemeine Zeitung und die Frankfurter Rundschau. Die erstere gehört mit ihrem bekannten Feuilletonteil zu den wichtigsten Stimmen in der deutschen Kulturlandschaft.
Frankfurt ist aber auch ein traditionsreicher Rundfunkstandort. Nach Berlin und Leipzig nahm 1924 der Südwestdeutsche Rundfunkdienst an der Zeil als dritter Rundfunksender Deutschlands den Betrieb auf. Mitbegründer war unter anderem Fritz von Opel.
Die wichtigsten elektronischen Medien der Region sind heute der Hessische Rundfunk mit einem Fernseh-, fünf Hörfunkprogrammen, einem eigenen hr-Sinfonieorchester und eigener hr-Bigband, sowie das ZDF, das seinen Ursprung in Frankfurt hatte, seinen heutigen Sitz aber im nahen Mainz hat. Das ZDF sendete mit dem Literarischen Quartett mit Marcel Reich-Ranicki eine der wichtigsten Kultursendungen im deutschen Fernsehen.

## Theater

### Sprechtheater

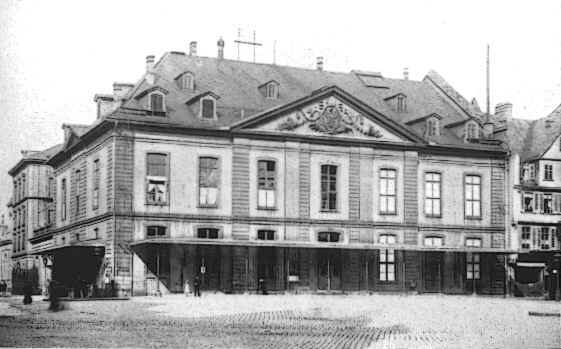
Das Comoedienhaus war Frankfurter Stadttheater von 1782 bis 1902

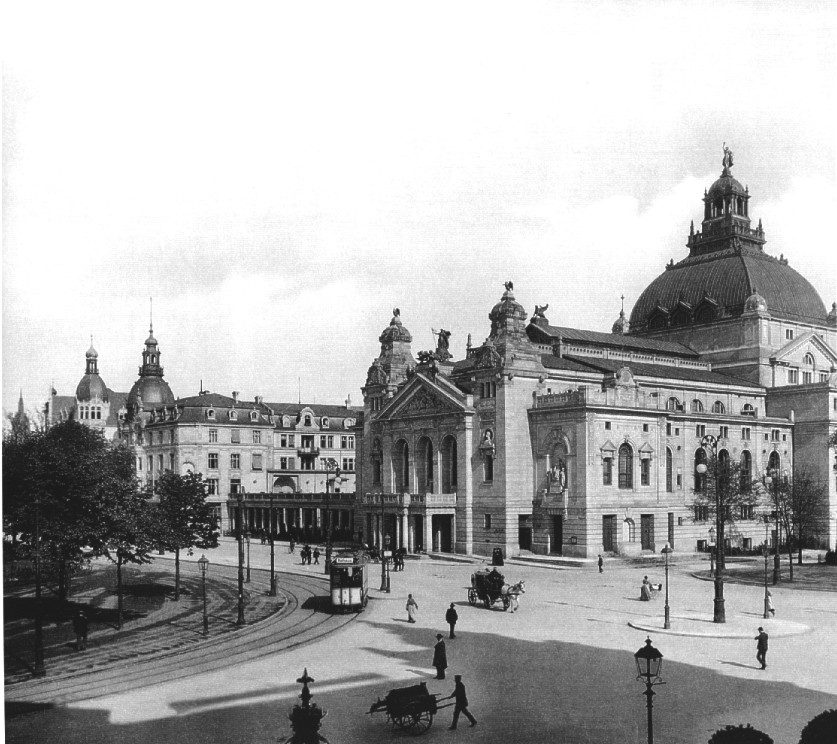
Das 1902 eröffnete und im Zweiten Weltkrieg teilweise zerstörte alte Schauspielhaus am Theaterplatz

1592 wird zum ersten Mal der Besuch einer englischen Komödiantentruppe zur Herbstmesse in Frankfurt bezeugt. In den folgenden Jahrhunderten spielten immer wieder fahrende Schauspielergruppen, meistens zu den Messen oder den Kaiserkrönungen. 1736 gastierte die berühmte Truppe der Caroline Neuber in Frankfurt. Eine feste Spielstätte gab es nicht, sondern die fahrenden Schauspielergruppen errichteten für ihre Gastspiele Bühnenzelte oder spielten in Wirtshäusern. Lange Zeit wurden überwiegend Possen und Stegreifkomödien aufgeführt. Gegen Ende des 18. Jahrhunderts entstanden in der Zeit des Sturm und Drang die ersten idealistischen Dramen. Auch in der Frankfurter Bürgerschaft kam der Wunsch nach einem festen Theaterbau auf. Gegen den Widerstand der lutherischen Geistlichkeit, welche die Komödie für sündhaft und dem Worte Gottes und dem Heiligen Taufbunde zuwider hielt, setzte der Rat den Bau durch.
Am 2. September 1782 hob sich erstmals der Vorhang des neuerrichteten Comoedienhauses an der Nordseite des damaligen Theaterplatzes (heute Rathenauplatz) in der Neustadt. Der klassizistische Bau von Stadtbaumeister Johann Andreas Liebhardt erregte bei seiner Eröffnung große Bewunderung. Erster Theaterdirektor wurde Gustav Friedrich Großmann. 1784 wurde in dem Neubau das Schauspiel Kabale und Liebe von Friedrich Schiller uraufgeführt. Der bekannteste Frankfurter Schauspieler des 19. Jahrhunderts war Samuel Friedrich Hassel, bedeutende Frankfurter Theaterautoren waren Carl Malß und Adolf Stoltze.
Das alte Stadttheater wurde 1902 geschlossen, 1911 niedergelegt und durch ein prunkvolles Geschäftshaus ersetzt. Am 1. November 1902 eröffnete das neue Schauspielhaus, ein monumentaler Jugendstilbau am Gallustor (seitdem Theaterplatz, heute Willy-Brandt-Platz), das sich unter dem langjährigen Leiter Emil Claar (Intendant von 1879 bis 1912) und seinen Nachfolgern zu einem der bedeutendsten Theater des Landes entwickelte.
1933 sorgte die Gleichschaltung des Theaters nach der nationalsozialistischen Machtergreifung für eine Zäsur. Zahlreiche Autoren wurden verboten, jüdische Schauspieler entlassen oder vertrieben. Einzig die Römerberg-Festspiele, sommerliche Freilichtinszenierungen vor der Kulisse des Römers, sorgten bis 1939 noch für internationalen Glanz.
1945 lagen alle Frankfurter Theater durch die Luftangriffe auf Frankfurt am Main in Trümmern. Schon kurz nach Kriegsende begannen die Städtischen Bühnen in den wenigen unzerstörten Sälen Frankfurts, in der Frankfurter Börse und dem ehemaligen Reichssender Frankfurt an der Eschersheimer Landstraße, wieder mit ihrem Spielbetrieb. Zu den beliebtesten Schauspielern dieser Zeit gehörten Carl Luley und seine Partnerinnen Anny Hannewald und Else Knott. 1949 bis 1951 wurde das im Krieg beschädigte Schauspielhaus wiederhergestellt und danach im Wesentlichen für die Oper genutzt. Es erwies sich jedoch bald als zu klein, so dass es 1959–1963 erneut umgebaut wurde. Für das Schauspiel entstand ein Neubau (Kleines Haus), während der Saal des früheren Schauspielhauses künftig als Großes Haus von der Oper Frankfurt genutzt wurde. Die alte Jugendstilfassade wurde abgerissen und durch eine 120 Meter lange Glasfassade ersetzt.
In den fünfziger und sechziger Jahren knüpfte das Schauspiel Frankfurt unter dem Intendanten Harry Buckwitz an frühere Erfolge an. Peter Palitzsch, Intendant von 1972 bis 1980, führte das Mitbestimmungsmodell am Theater ein. Verschiedene Inszenierungen sorgten in dieser Zeit für politische Skandale, beispielsweise Medea von Euripides (1975 durch Hans Neuenfels inszeniert) und Tage der Commune von Bertolt Brecht (1977 im Deutschen Herbst durch Palitzsch). Nach einer Interimszeit unter Wilfried Minks und Johannes Schaaf übernahmen nacheinander Adolf Dresen (1981–1985), Günther Rühle (1985–1990), Hans Peter Doll (1990/91), Peter Eschberg (1991–2001), Elisabeth Schweeger (2001–2009) und seitdem Oliver Reese die Leitung des Hauses, das jedoch seitdem nicht mehr an den Ruf früherer Zeiten anknüpfen konnte.

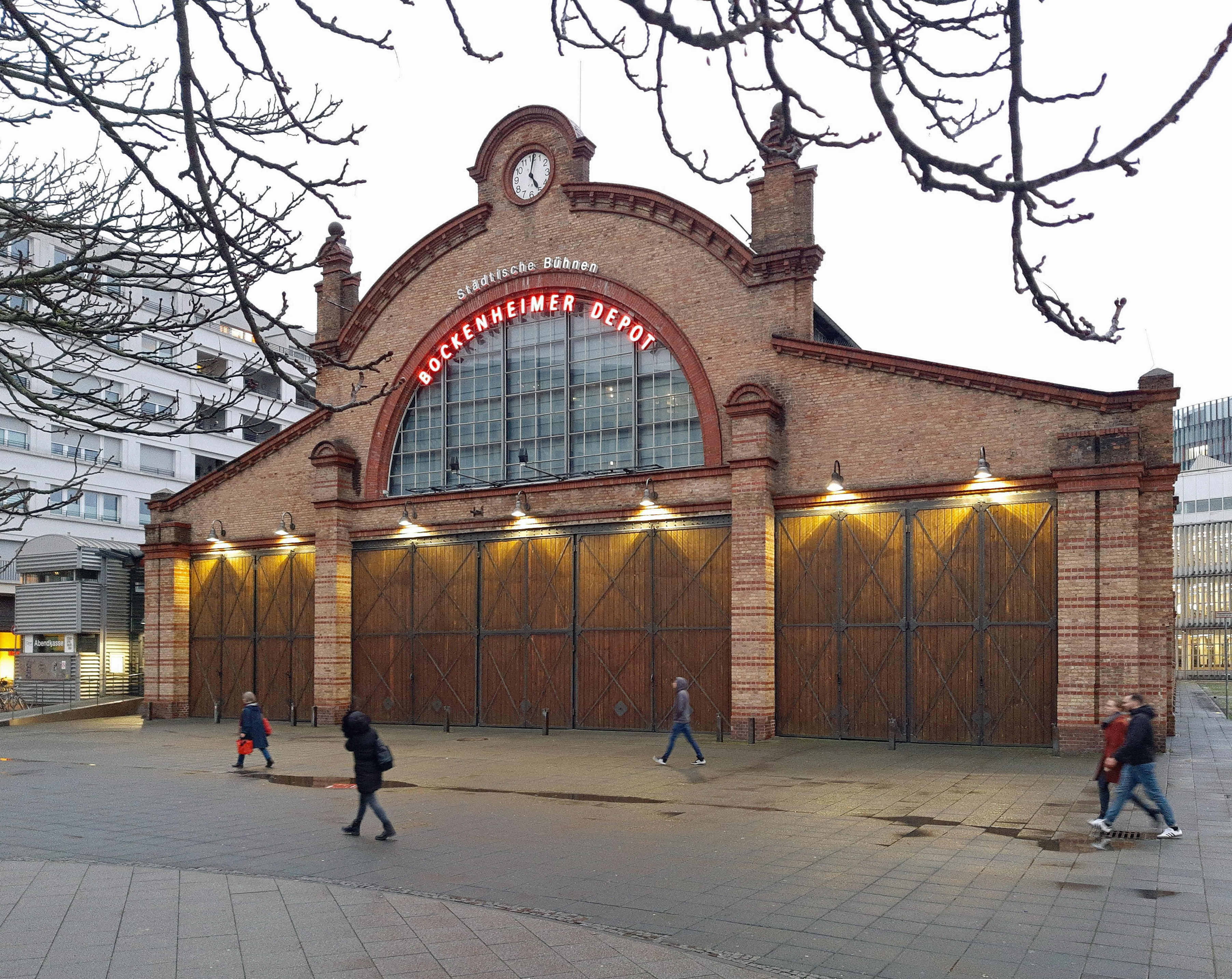
Das Bockenheimer Depot in der Nähe der Uni: ehemals Betriebshof der Frankfurter Straßenbahn, heute städtische Bühne

Während das Kammerspiel als selbständige Sparte der städtischen Bühnen bereits in den 1980er Jahren geschlossen worden war, bestanden bis zu ihrer Schließung 2004 zwei weitere Bühnen unter ihrem Dach: Das Theater am Turm (TAT) war 1953 als Landesbühne Rhein-Main vom Frankfurter Bund für Volksbildung gegründet worden. Es spielte bis 1995 im ehemaligen Volksbildungsheim am Eschenheimer Tor, seit 1963 unter dem Namen Theater am Turm. 1966 wurde hier unter Leitung von Claus Peymann (Intendant 1965–1969) die legendäre Publikumsbeschimpfung von Peter Handke uraufgeführt. In den siebziger Jahren wurde Rainer Werner Fassbinder für kurze Zeit Intendant des TAT. Die Aufführung seines 1974 entstandenen Stückes Der Müll, die Stadt und der Tod über den Frankfurter Häuserkampf wurde nach Protesten abgesagt, weil die darin vorkommende Figur des reichen Juden antisemitische Stereotype bediene. Fassbinder verließ das Theater. Nach einer vorübergehenden Schließung 1978/79 wurde das TAT bis 1986 Spielstätte für freie experimentelle Gruppen und internationale Künstler wie die Tanzcompany von Vivienne Newport. Danach entstanden zahlreiche internationale Gastinszenierungen.
Mit dem Umbau des Volksbildungsheims in das Großkino Metropolis wurde die Spielstätte 1995 in das Bockenheimer Depot, einem ehemaligen Betriebshof der Frankfurter Straßenbahn, verlegt. Gleichzeitig wurde das TAT den Städtischen Bühnen als Sparte angegliedert. Mehrfach entging es in den Folgejahren der Schließung. Die Zuschüsse wurden immer weiter gekürzt, bis Ende Mai 2004 der Vorhang zum endgültig letzten Mal fiel.
Neben den Städtischen Bühnen gibt es in Frankfurt eine Reihe privater Theater, die zum Teil aus öffentlichen, zum Teil aus privaten Mitteln gefördert werden und deren Inszenierungen in der Regel gut besucht sind:
- 1979 wurde in Sachsenhausen das English Theatre gegründet. 1980 übernahm die New Yorker Schauspielerin Judith Rosenbauer seine Leitung. Zunächst in der Hamburger Allee in Bockenheim, später in der Kaiserstraße im Bahnhofsviertel, entwickelte es sich zum größten englischsprachigen Theater auf dem Kontinent. 2001 geriet das Theater in finanzielle Schwierigkeiten und wurde insolvent. Nach seiner Neugründung 2002 bezog es 2003 eine neue Spielstätte im Keller des Frankfurter Bürohochhauses Gallileo an der Gallusanlage. Das Repertoire umfasst neben klassischen englischen und amerikanischen Boulevardstücken auch Musicals und Rock-Opern.

- Das von der bekannten Volksschauspielerin Liesel Christ gegründete Volkstheater Frankfurt spielte von 1971 bis 2013 im Cantatesaal neben dem Goethe-Haus. Das Repertoire umfasste neben mundartlichen Stücken und klassischen Unterhaltungsstücken auch Bearbeitungen klassischer Dramen, zeitgenössische Stücke und Wiederentdeckungen älterer Bühnenliteratur. Mit dem Ende der Spielzeit 2012/13 wurde das Volkstheater geschlossen, da das Gebäude des Theaters abgerissen wird.

- Das satirische Theater Die Schmiere hat seinen Sitz im Karmeliterkloster. Es wurde bereits 1950 von Rudolf Rolfs und Reno Nonsens gegründet.

- 1950 eröffnete am Roßmarkt ein kleines Boulevardtheater unter Leitung von Helmut Kollek. Da der Spielplan hauptsächlich Komödien umfasste, nannte sich das Theater nach dem 1963 erfolgten Umzug in die Neue Mainzer Straße auch so: Die Komödie. 1972 übernahm Claus Helmer die Leitung des Theaters, das seit 1999 in einem Neubau an gleicher Stelle spielt.

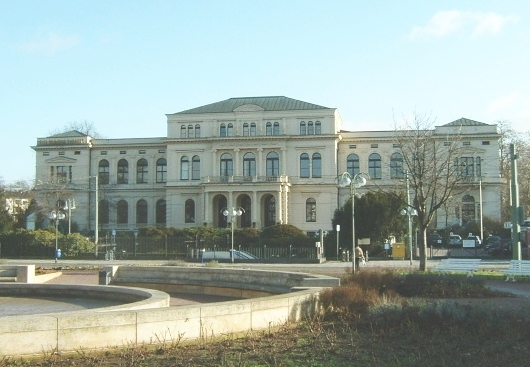
Das Fritz Rémond-Theater im Zoo

- 1947 gründete der aus Köln stammende Fritz Rémond (1902–1976) das Kleine Theater im Zoo mit Sitz im Zoo-Gesellschaftshaus. In diesem Theater wurden hauptsächlich klassische und moderne Dramen gespielt. Rémond gelang es immer wieder, prominente Schauspieler an sein kleines Theater zu holen, darunter Curd Jürgens, Karlheinz Böhm, Martin Held, Inge Meysel und Heinz Rühmann. Die Schauspieler Hans-Joachim Kulenkampff und Boy Gobert begannen ihre Bühnenkarriere im Kleinen Theater im Zoo. Nach dem Tod seines Patrons wurde das Theater von Lothar Baumgarten, später von seinem Sohn Egon Baumgarten unter dem Namen Fritz Rémond Theater weitergeführt. 1995 geriet es in wirtschaftliche Schwierigkeiten. Es wurde von Claus Helmers übernommen, der auch Direktor des Theaters Die Komödie ist. Der Spielbetrieb wurde am alten Standort weitergeführt.

- Das Kellertheater Frankfurt befindet sich seit 1980 in der Mainstraße 2. Es wird von der Jungen Bühne Frankfurt e. V. getragen. Das Repertoire reicht von Klassikern über zeitgenössisches Theater bis hin zu Kabarett und Chansonsprogrammen.

- Die Katakombe wurde 1960 von einem Team von Regisseuren als Frankfurts Kellertheater gegründet. Seit 1982 spielt das Ensemble in einem ehemaligen Kino in der Pfingstweidstraße. Zum Repertoire gehören politische Revuen, Dramatisierungen literarischer Stoffe (z. B. Effi Briest) und Stücke für Kinder und Jugendliche.

- Das Frankfurter Figurentheater ist ein von Marieluise Ritter gegründetes Puppentheater für Kinder

- Das Freie Theaterhaus Frankfurt inszeniert für ein junges Publikum ab 3 Jahren Schauspiel und Figurentheater, Europäische Klassiker und zeitgenössische Autoren, veranstaltet Vorstellungen für Schulen und Kindereinrichtungen, Lesungen mit Frühstück für die ganze Familie, Gute Nacht Theater für Kinder, Spät- und Mitternachtsvorstellungen für erwachsene Fans.

- Das Kabarett Frankfurter Fronttheater wurde 1980 von Matthias Beltz, Dieter Thomas und Hendrike von Sydow gegründet.

- Das Gallus Theater entstand 1983 aus dem teatro siciliano di gallus, einer 1978 von italienischen Jugendlichen gegründeten Stadtteiltheater. Seit 1998 spielt es in den Räumen der ehemaligen Adlerwerke, einem 1992 stillgelegten Industriegelände im Gallus.

- Das Theaterhaus In der Schützenstraße ist seit 1991 Spielstätte verschiedener freier Theatergruppen. Seit 2003 konzentriert es sich ganz auf Inszenierungen für Kinder und Jugendliche. Zu den Gesellschaftern des Theaterhauses gehören unter anderem das seit über 20 Jahren bestehende Kinder- und Jugendtheater TheaterGrueneSosse, das Klappmaul Theater und das Theater Die Traumtänzer.

### Kabarett und Varieté

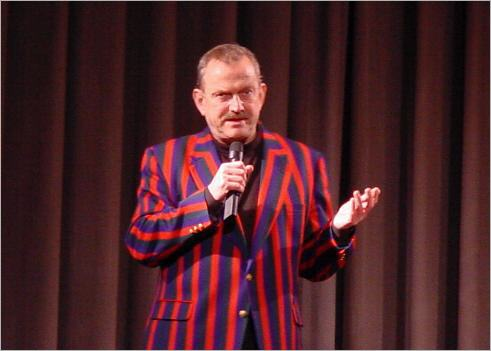
Kabarettist Matthias Beltz

Das bekannteste Varietétheater der Stadt war das Albert-Schumann-Theater am Hauptbahnhof. Das 1905 als Circus Schumann Eröffnete Haus bot unter seiner 28 Meter hohen Kuppel 5.000 Besuchern Platz. Das im Luftkrieg beschädigte, monumentale Gebäude mit seinen zwei Ecktürmen wurde 1961 abgerissen und durch ein modernes Bürogebäude ersetzt.
Die heutige erste Adresse im Varieté ist der 1988 von Johnny Klinke und Margareta Dillinger gegründete Tigerpalast. Der Erfolg des Tigerpalastes löste eine Renaissance des Varietés in Deutschland aus. Das Neue Theater Höchst spielt seit 1987 in einem ehemaligen Kino im Stadtteil Höchst. Das 1994 von dem Travestiekünstler Thomas Bäppler gegründete TiTS-Theater (Theater in der Tanzschule) ist ein kleines Privattheater.

### Musiktheater

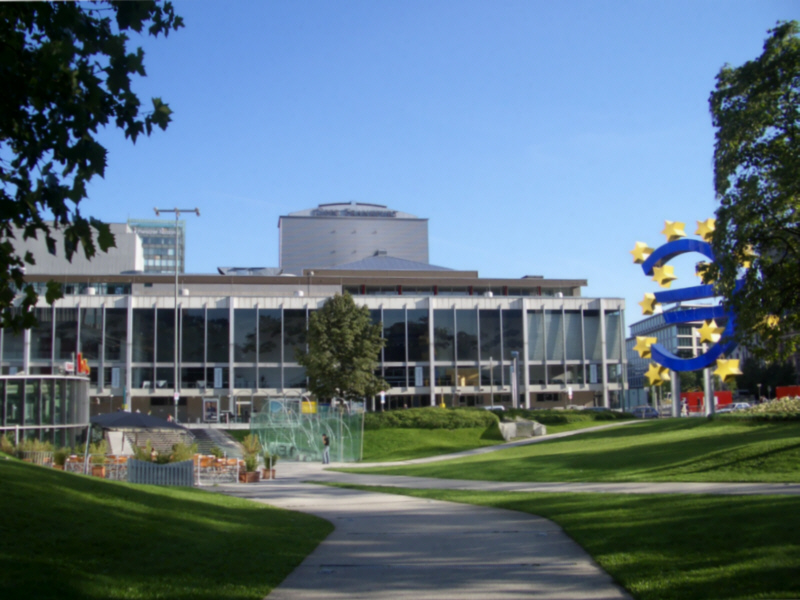
Das Opern- und Schauspielhaus am Willy-Brandt-Platz

Bedeutendstes Musiktheater in Frankfurt ist die Oper Frankfurt. Sie wurde 1995 und 2003 von der Zeitschrift Opernwelt als Opernhaus des Jahres ausgezeichnet.
1700 gastierte zum ersten Mal eine französische Operntruppe in Frankfurt, die im Wesentlichen Stücke von Jean-Baptiste Lully aufführte. Auch später fanden immer wieder Gastspiele statt, so 1745 durch die italienische Truppe von Petrus Mingotti, zu deren Kapellmeistern auch Christoph Willibald Gluck gehörte. Nach dem Bau des Comoedienhauses 1782 fanden hier auch Opernaufführungen statt. 1817 bis 1819 war Louis Spohr Kapellmeister am Frankfurter Theater, dessen Opern Faust und Zemire und Azor hier uraufgeführt wurden.
1880 wurde das neue, von Richard Lucae erbaute Opernhaus am ehemaligen Bockenheimer Tor eröffnet, das seitdem Opernplatz heißt. Das Gebäude ist heute unter dem Namen Alte Oper bundesweit bekannt. Die Oper wurde mit einem für die damalige Zeit sehr hohen Aufwand von 6 Millionen Mark errichtet und bis 1900 von Intendant Emil Claar geleitet. Erster Kapellmeister war von 1880 bis 1892 Felix Otto Dessoff, dem 1892 bis 1924 Ludwig Rottenberg folgte. Unter seiner langjährigen Leitung wurden zahlreiche zeitgenössische Werke von Hans Pfitzner, Claude Debussy, Richard Strauss, Leoš Janáček, Béla Bartók und Paul Hindemith aufgeführt.
1916 bis 1924 gehörte Paul Hindemith als Konzertmeister zum Frankfurter Opernhaus- und Museumsorchester. 1924 bis 1929 war Clemens Krauss Generalmusikdirektor. Sein Nachfolger war Hans Wilhelm Steinberg, der 1933 von den Nationalsozialisten aus dem Amt vertrieben wurde. Bekannte Ensemblemitglieder während der Weimarer Republik waren der Tenor Franz Völker und die Altistin Magda Spiegel, die 1944 im Konzentrationslager Auschwitz ermordet wurde.
In der Frankfurter Oper wurden zahlreiche Werke moderner Komponisten uraufgeführt, darunter vier Opern von Franz Schreker und 1937 die Carmina Burana von Carl Orff.
1944 wurde die Oper im Bombenkrieg zerstört. Nach über 30 Jahren als schönste Ruine Deutschlands begann 1976 der 1981 abgeschlossene Wiederaufbau. Er wurde von einer Bürgerinitiative, der Aktionsgemeinschaft Alte Oper, unterstützt, überwiegend jedoch aus Steuermitteln finanziert. Die Alte Oper dient heute als Konzerthaus und Kongresszentrum.
Erster Opernintendant nach dem Zweiten Weltkrieg war Bruno Vondenhoff. 1951 konnte die Oper ihre neue Spielstätte im ehemaligen Schauspielhaus beziehen. Unter dem Generalmusikdirektor Georg Solti (1952–1961) rückte die Oper schnell wieder unter die ersten Häuser Europas auf. Das Ensemble wurde zu zahlreichen Auslandsgastspielen eingeladen. 1960 bis 1962 erhielt die Frankfurter Oper sieben erste Preise beim Pariser Festival Theatre des Nations. Während der neun Jahre unter Solti erlebte die Oper Frankfurt 35 Premieren, die von Regisseuren wie Arno Assmann, Harry Buckwitz und Leopold Lindtberg inszeniert wurde. Bekannte Sänger im Frankfurter Ensemble waren der Bassbariton Theo Adam und die Sopranistin Anny Schlemm.
Unter dem Nachfolger Soltis, Lovro von Matačić (1961–1966), konnte die Oper Frankfurt ihr Niveau halten. Das Repertoire umfasste in den sechziger Jahren ca. 30 Inszenierungen, die überwiegend von bekannten Regisseuren wie Walter Felsenstein, Bohumil Herlischka, Otto Schenk und Wieland Wagner stammten.
Nach einem zweijährigen Interregnum unter Theodore Bloomfield führte ab 1968 der neue Generalmusikdirektor Christoph von Dohnányi die Oper wieder zu international anerkannten Erfolgen. Das Ensemble wurde verjüngt. Solisten wie June Card, Anja Silja, William Cochran und Manfred Schenk prägten die Neuinszenierungen. Nach dem Weggang Dohnányis übernahm 1977 bis 1987 Michael Gielen die Leitung der Oper. Seine kühnen, ästhetisch und kulturpolitisch provozierenden Inszenierungen, die in Verbindung mit dem Dramaturgen Klaus Zehelein und Regisseuren wie Ruth Berghaus und Hans Neuenfels entstanden, fanden bei der Kritik Zuspruch, spalteten aber zuweilen das Frankfurter Publikum und sogar das Ensemble. Am Ende der Ära Gielen überwog jedoch die Anerkennung: Erstmals nach dem Krieg gelang unter Gielens Leitung in Frankfurt die Inszenierung eines kompletten Rings des Nibelungen. In die Ära Gielen fiel die deutsche Erstaufführung von Luigi Nonos Al gran sole carico d'amore und die Uraufführung von Hans Zenders Stephen Climax.
Nachfolger Gielens wurde 1987 Gary Bertini. Bereits kurz nach seinem Amtsantritt brannte am 12. November 1987 die Frankfurter Oper durch Brandstiftung vollkommen aus. Obwohl man umgehend den Wiederaufbau begann, konnte das Haus erst am 6. April 1991 wieder eröffnet werden. Bertini verließ Frankfurt bereits 1991 wieder, so dass fast seine ganze Amtszeit von Provisorien geprägt war. Die Oper spielte damals im Schauspielhaus, während das Schauspiel in das Bockenheimer Depot auswich. Trotzdem kam es auch unter Bertini zu einer Uraufführung in Frankfurt, nämlich John Cages Europeras 1&2.
Von 1992 bis 1997 war Sylvain Cambreling Generalmusikdirektor der Oper Frankfurt. In diese Zeit fallen zahlreiche bedeutende Inszenierungen von Regisseuren wie Peter Mussbach (Wozzeck, Don Giovanni, Le nozze di Figaro), Herbert Wernicke (Der Ring des Nibelungen) und Christoph Marthaler (Fidelio). Unter seiner Leitung wurde die Oper Frankfurt 1995 erstmals zum Opernhaus des Jahres gewählt. Trotzdem fällt in diese Zeit auch ein Niedergang, der sich in rückläufigen Aufführungs- und Zuschauerzahlen äußert.
Seit 1999 ist Paolo Carignani Generalmusikdirektor in Frankfurt. Mit zahlreichen Neuinszenierungen, darunter auch selten gespielte Werke, konnte die Frankfurter Oper ihr hohes Niveau trotz jährlich sinkender Budgets halten. In der Saison 2002/2003 wurde die Oper, die seit 2002 von Intendant Bernd Loebe geleitet wird, zum zweiten Mal „Opernhaus des Jahres“. Nachfolger Carignanis wurde mit Beginn der Spielzeit 2008/2009 Sebastian Weigle.
Die 1982 von Rainer Pudenz gegründete Kammeroper Frankfurt ist ein kleines Musiktheater, das mittlerweile rund 50 Produktionen an ständig wechselnden Spielorten realisiert hat. Unter den Inszenierungen sind selten gespielte Werke wie Mozarts Schauspieldirektor oder Pergolesis La serva padrona, aber auch klassische Buffa-Opern von Rossini und Donizetti. In den Sommerferien spielt die Kammeroper alljährlich auf einer Freilichtbühne in der Orchestermuschel im Palmengarten.
Im Rhein-Main-Gebiet gibt es drei weitere Opernhäuser, nämlich die Staatstheater in Wiesbaden, Mainz und Darmstadt.

### Tanztheater
Das Ballett Frankfurt wurde 2004 geschlossen. Der bisherige Intendant William Forsythe setzt sein Programm jedoch seit April 2005 mit der Kompagnie The Forsythe Company fort. Spielorte sind das Festspielhaus Hellerau in Dresden sowie das Bockenheimer Depot in Frankfurt.

### Spartenübergreifendes Theater

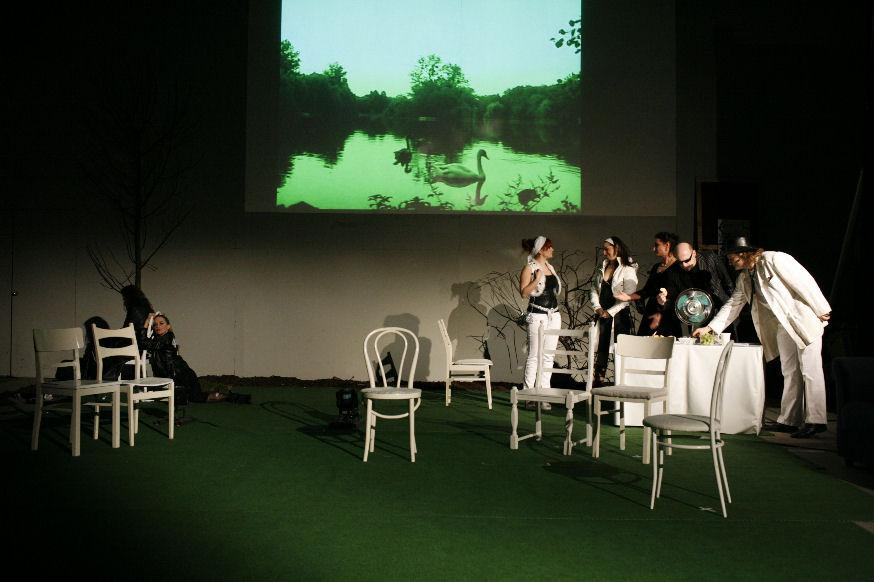
Theater in der Naxoshalle: Die Möwe (teAtrum VII, 2007)

Seit 1988 residiert in einem Gebäude der alten Seifenfabrik von Mouson in der Waldschmidtstraße im Stadtteil Ostend das Künstlerhaus Mousonturm, dessen Programm ein breites Spektrum abdeckt: von Tanz über Theater, Musik, Performance, Bildende Kunst, Medienkunst, Literatur, Film, Hörspiel bis hin zur „Clubart“. Gründungsintendant war Dieter Buroch. Das Haus ist Teil eines informellen Netzes institutionalisierter und international orientierter freier Theater in Deutschland, zu dem unter anderem auch kampnagel in Hamburg, die Sophiensäle und das Hebbel am Ufer in Berlin zählen.
Ganz in der Nähe des Mousonturms liegt die Naxos-Halle, eine denkmalgeschützte ehemalige Fabrikhalle in der Wittelsbacherallee 29. Sie wird seit 1999 von der Stadt für kulturelle Veranstaltungen genutzt und ist seit 2000 die Spielstätte des Theater Willy Praml sowie seit 2007 Spielort der experimentellen Bühne teAtrum VII. Sie steht aber auch für Gastspiele anderer Künstler zur Verfügung.

## Musik

### Konzerthäuser

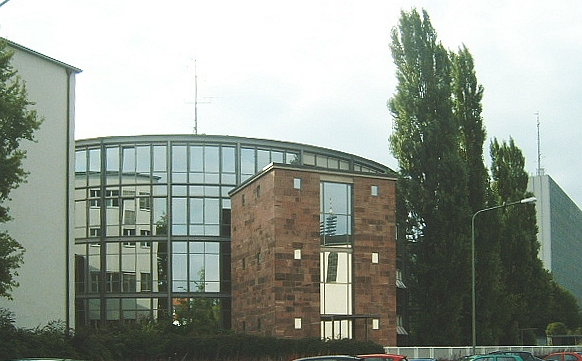
Der Große Sendesaal des Hessischen Rundfunks am Dornbusch

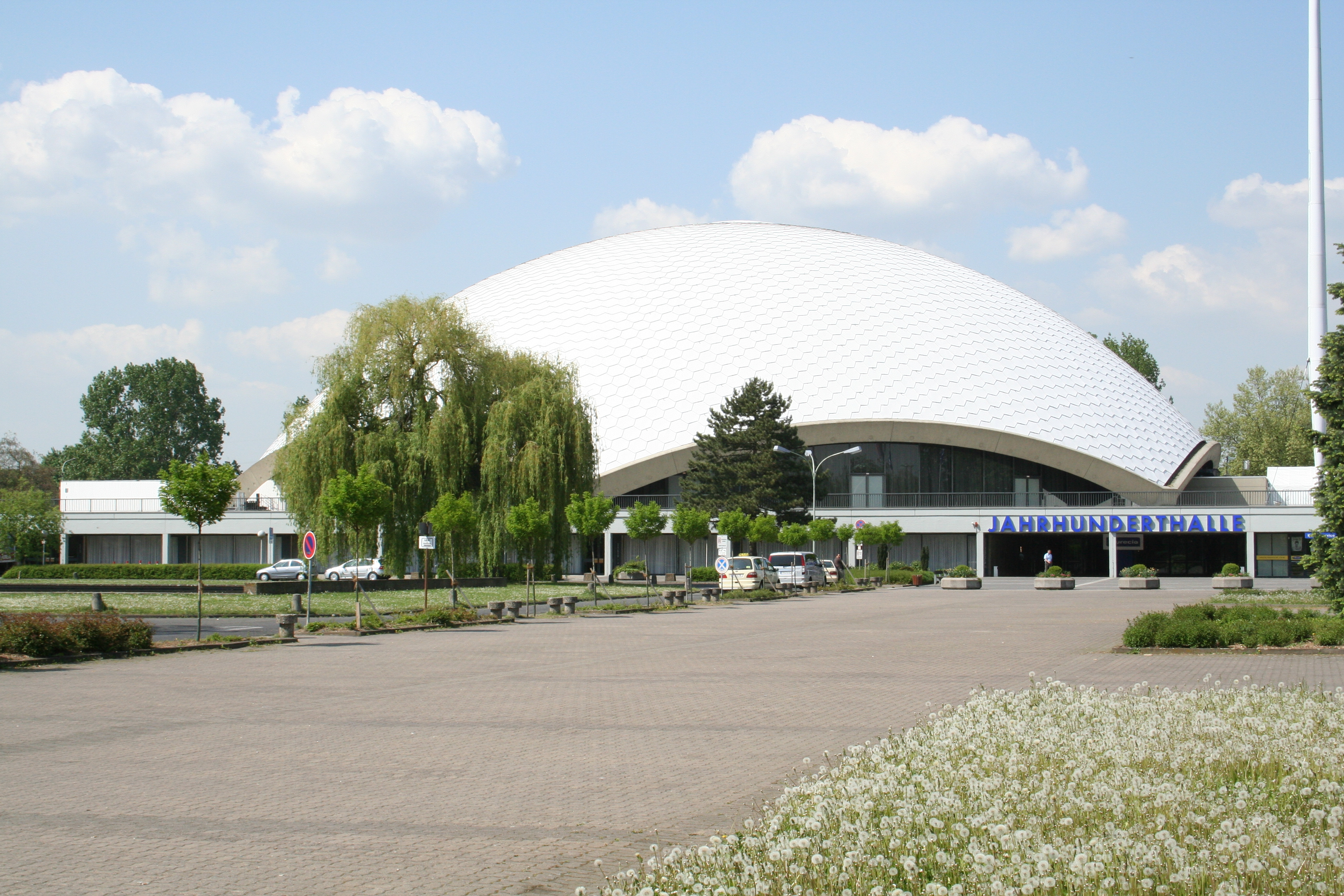
Die Jahrhunderthalle in Unterliederbach

Das bedeutendste Konzerthaus ist die 1981 wiedereröffnete Alte Oper. Der große Saal bietet etwa 2.450 Besuchern Platz, der hauptsächlich für Kammermusik und Kleinkunst genutzte Mozartsaal etwa 720. Zahlreiche Konzertreihen werden angeboten, teilweise durch die Alte Oper selbst organisiert, in der Mehrzahl jedoch mit Partnern. Die Veranstaltungen decken ein weites Spektrum ab, von Sinfonie- und Kammerkonzerten, Liederabenden zu Konzerten mit Alter und Neuer Musik, aber auch Jazz, Rock und Pop, Leichte Muse und Kabarett. Im Sommer oder während der Weihnachtszeit finden teils mehrere Wochen andauernde en suite-Veranstaltungen mit Tanz, Musicals und Kinderprogrammen statt.
Die Festhalle im Messegelände im Westend, wurde 1907–1909 als Mehrzweckhalle errichtet. Sie bietet je nach Bestuhlung Platz für bis zu 10.000 Besucher. In der Festhalle finden hauptsächlich Konzerte bekannter internationaler Künstler, aber auch Sport- und Showveranstaltungen statt.
Der Große Sendesaal des Hessischen Rundfunks ist Teil des Funkhauses am Dornbusch. Der denkmalgeschützte Rundbau wurde geplant, als Frankfurt sich Hoffnungen machte, zur Bundeshauptstadt zu werden; er war als Plenarsaal für den Deutschen Bundestag konzipiert. Bis zum Wiederaufbau der Alten Oper fanden hier die Sinfoniekonzerte des Hessischen Rundfunks statt. Heute dient er unter anderem für Jugendkonzerte, Matinées und Rundfunkproduktionen.
Der Bau der Jahrhunderthalle Frankfurt in Frankfurt-Unterliederbach wurde 1963 zum hundertjährigen Jubiläum der Farbwerke Hoechst begonnen. 1965 wurde die Mehrzweckhalle eröffnet. Sie erwarb sich schnell einen bedeutenden Platz im Frankfurter Kulturleben. Für viele Jahre bis zum Wiederaufbau der Alten Oper war sie mit ihren 2.400 Plätzen der größte Konzertsaal in Frankfurt. Neben Konzerten finden hier auch Kongresse und Hauptversammlungen statt.

### Orchester und Chöre

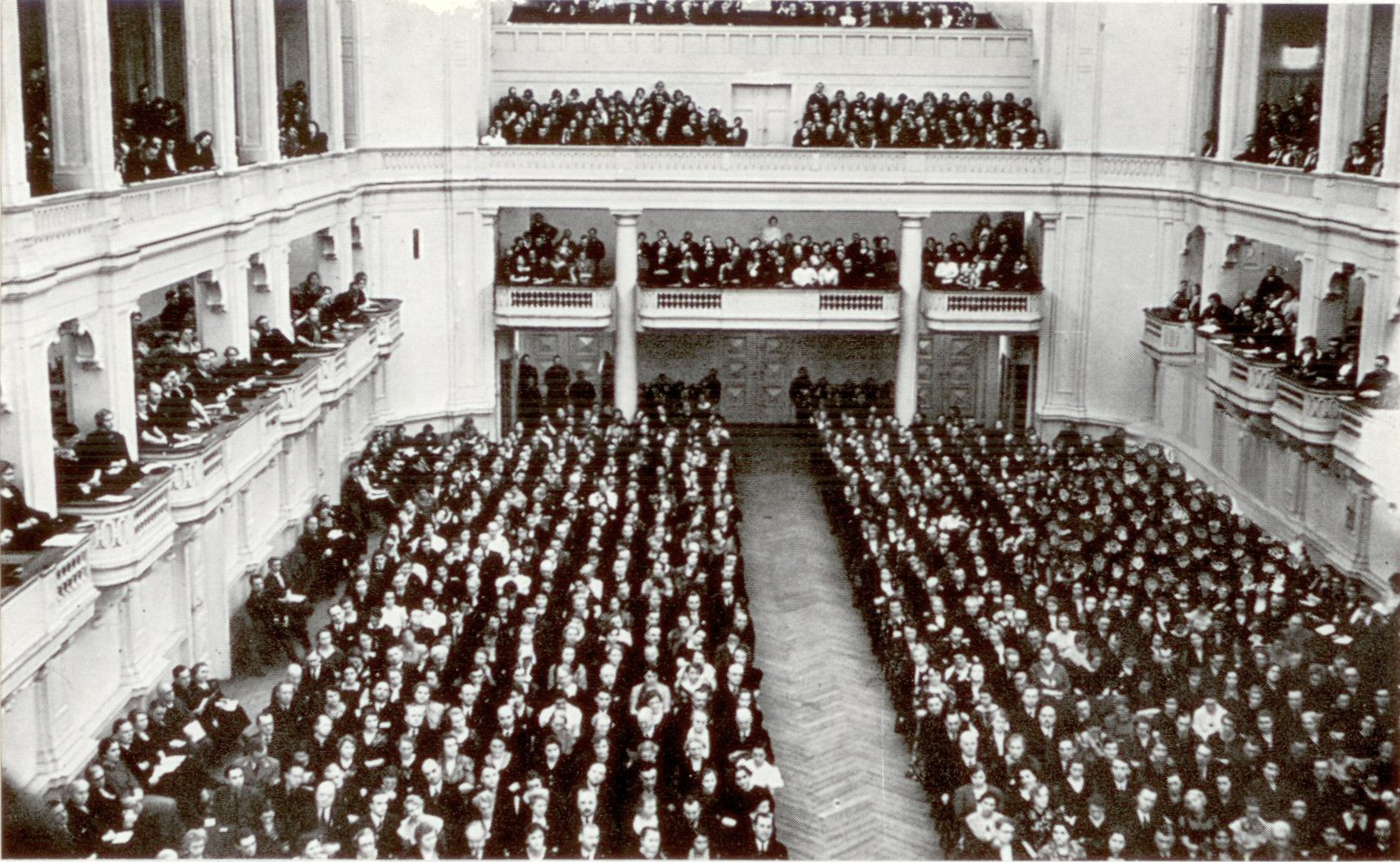
Der Saalbau der Museumsgesellschaft, Ort vieler Uraufführungen, 1944 zerstört

Frankfurt am Main ist Sitz mehrerer bedeutender Sinfonieorchester und Chöre. 1808 gründeten Frankfurter Bürger das Museum, eine Gesellschaft zur „Pflege der Musen“ und zur Förderung der schönen Künste: Literatur, Bildende Kunst und Tonkunst. Zu den Gründern des Museums gehörten der Bibliothekar des Fürstprimas Carl Theodor von Dalberg, Nikolaus Vogt, der Oberbaurat Clemens Wenzeslaus Coudray und der Stadtbaumeister Johann Friedrich Christian Hess. Die Satzung des Vereines beschränkte die Mitgliederzahl auf 150. Noch 1808 wurde das Frankfurter Opern- und Museumsorchester gegründet. Einen großen Aufschwung nahm das Frankfurter Musikleben nach den Napoleonischen Kriegen. 1817 übernahm Louis Spohr die Leitung des Orchesters, Vorsitzender der Museumsgesellschaft wurde im selben Jahr der Pfarrer und Historiker Anton Kirchner.
In späteren Jahren konzentrierte sich die Museumsgesellschaft ganz auf die Musik. 1824 übernahm das Städel die bedeutenden Gemäldesammlungen. Ende des 19. Jahrhunderts wurde die Gesellschaft zum Konzertveranstalter, das Orchester wurde mit dem der Oper zum Städtischen Opernhaus- und Museumsorchester zusammengelegt. Seit 1887 dirigierte Richard Strauss häufig die Museumskonzerte. Seine symphonischen Dichtungen Also sprach Zarathustra (1896) und Ein Heldenleben (1899) wurden hier uraufgeführt, die Sinfonia domestica dirigierte er hier 1904 bei der europäischen Erstaufführung.
Eine Blütezeit erlebte das Museumsorchester in der Zeit zwischen 1907 und 1933, als nacheinander die Dirigenten Willem Mengelberg (1907–1920), Wilhelm Furtwängler (1920–1922), Hermann Scherchen (1920–1924), Clemens Krauss (1924–1929) und Hans Wilhelm Steinberg (1929–1933) seine Leitung innehatten. Am 28. März 1933 wurde Steinberg als Jude entlassen, die Oper und das Museumsorchester gleichgeschaltet. Die Leitung der Museumskonzerte übernahm Hans Rosbaud, seit 1927 Erster Kapellmeister am Frankfurter Rundfunk.
Von 1861 bis zu seiner Zerstörung im Zweiten Weltkrieg bei den Luftangriffen auf Frankfurt am Main 1944 wurden die Museumskonzerte im wegen seiner Akustik hochgerühmten Saalbau in der Junghofstraße gespielt. Der Saal war ähnlich gebaut wie der wenige Jahre später eröffnete Große Saal des Wiener Musikvereins und hatte über 2.000 Plätze. Nach dem Krieg fanden die Museumskonzerte zunächst im Börsensaal statt, ab 1950 im Großen Haus der Oper Frankfurt. Seit ihrer Wiedereröffnung 1981 haben die Konzerte ihren festen Platz in der Alten Oper gefunden. Die künstlerische Leitung obliegt seit dem Krieg dem jeweiligen Generalmusikdirektor der Oper.
1929 gründete der Sender Radio Frankfurt ein Sinfonieorchester, aus dem das heutige hr-Sinfonieorchester hervorging. Erster Chefdirigent war Hans Rosbaud (bis 1937). Nach dem Krieg waren Otto Matzerath (1955–1961), Dean Dixon (1961–1974), Eliahu Inbal (1974–1990), Dmitri Kitajenko (1990–1996) und Hugh Wolff (1996–2006) Chefdirigenten. Seit der Spielzeit 2006/2007 übernahm Paavo Järvi die Leitung des Orchesters.
Der Cäcilien-Chor, auch bekannt als Chor des Cäcilienvereins, wurde 1818 gegründet. Erster Chorleiter war bis 1837 Johann Nepomuk Schelble. Ab 1829 trug der Chor durch seine Aufführungen der Oratorien und der Messe von Johann Sebastian Bach maßgeblich dazu bei, diese Werke wieder bei einem breiten Publikum populär zu machen. Ab 1832 dirigierte Felix Mendelssohn Bartholdy häufig den Cäcilienchor, dem er sein Oratorium Paulus widmete. 1937 sang der Chor die Uraufführung der Carmina Burana von Carl Orff in der Frankfurter Oper.
Die Frankfurter Kantorei wurde im Juli 1945 von Kurt Thomas gegründet, der sie bis 1969 leitete. Sein Nachfolger wurde Helmuth Rilling (1969–1982), seitdem leiteten Wolfgang Schäfer (1982–1997) und Winfried Toll (seit 1997) den Chor. Der Schwerpunkt seines Repertoires liegt auf zeitgenössischen Werken.
Die Frankfurter Singakademie wurde 1922 gegründet und setzt sich nicht nur für klassisches Repertoire ein. Mit ihm wurden Uraufführungen von Werken von Hans Werner Henze, Paul Hindemith und Carl Orff durchgeführt. Er ist einer der letzten großen Konzertchöre Deutschlands und bietet ein großes Repertoire romantischer Musik.
Das Ensemble Modern ist ein 1980 gegründetes Kammerorchester. Es spielt hauptsächlich Musik des 20. Jahrhunderts.
Das Johann-Strauß-Orchester Frankfurt wurde 1986 gegründet und setzt sich aus Mitgliedern des hr-Sinfonieorchesters und der Opernhäuser des Rhein-Main-Gebiets zusammen.
Der Philharmonische Verein der Sinti und Roma Frankfurt am Main wurde 2001 gegründet.

### Kirchenmusik

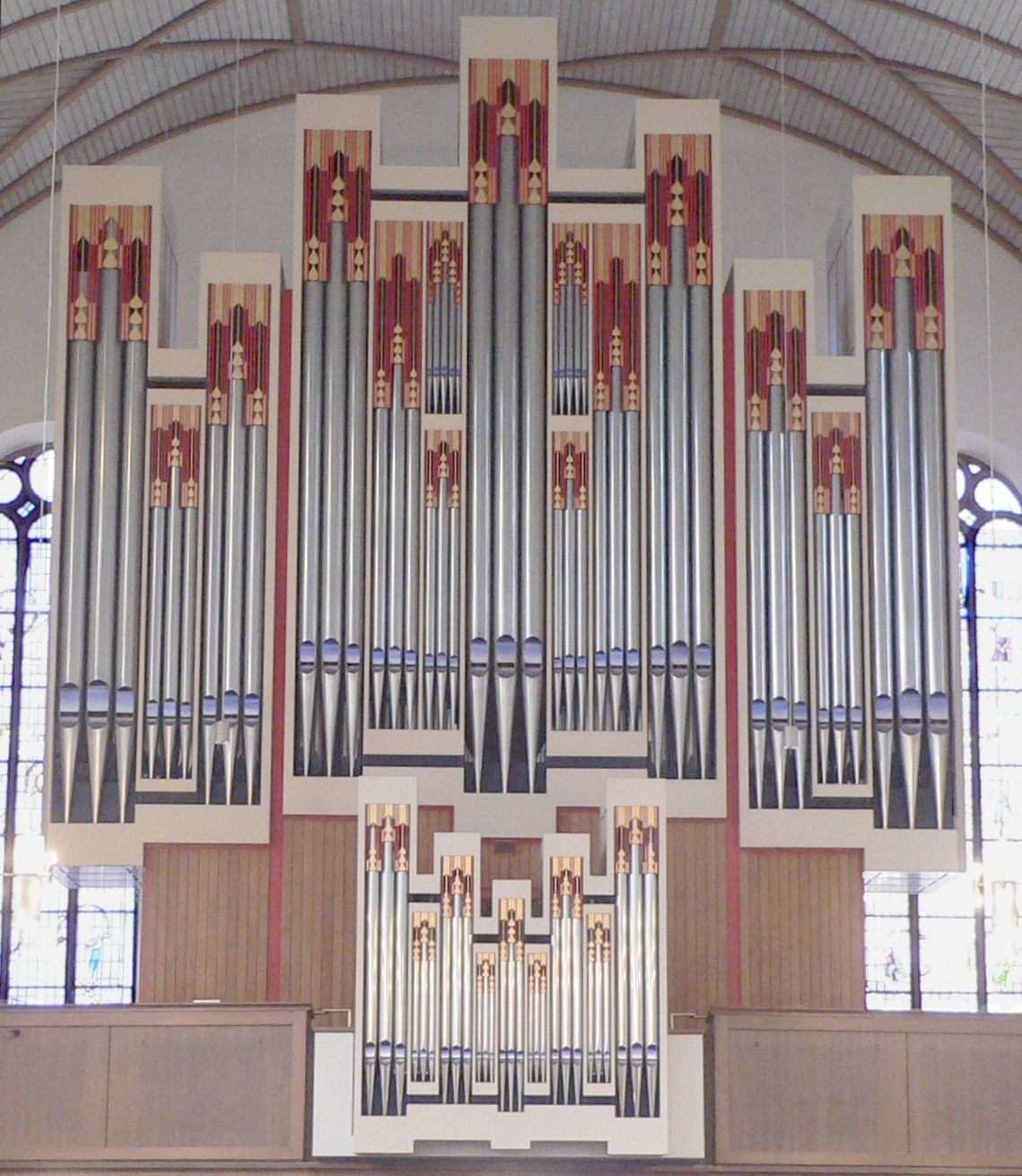
Die Rieger-Orgel in der Katharinenkirche

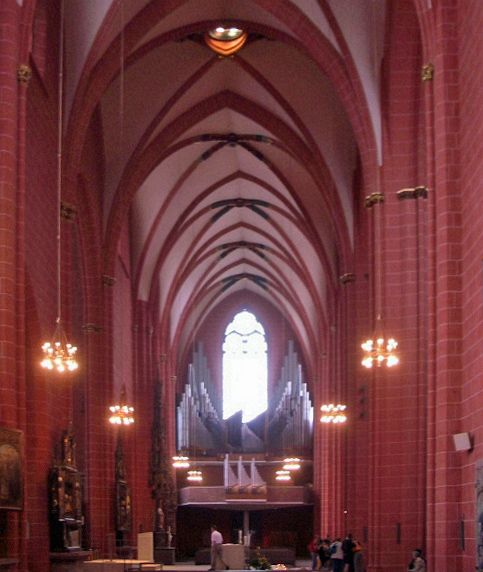
Die Hauptorgel (Klais 1957/1994/2008) im südlichen Querhaus des Domes

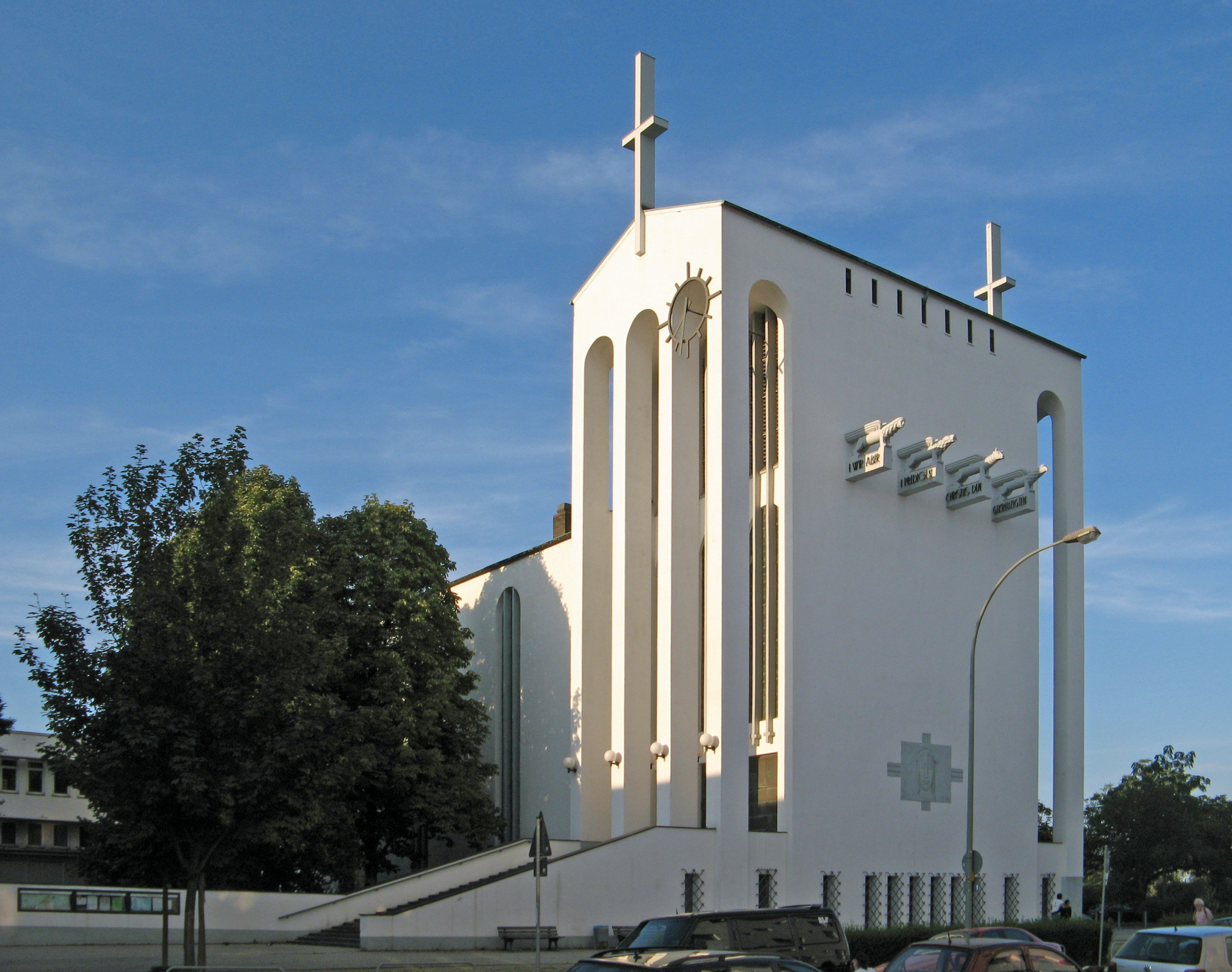
Kirchturm der Kirche des Zentrums für christliche Meditation und Spiritualität

Die Pflege der Kirchenmusik gehört zu den ältesten musikalischen Traditionen in Frankfurt. 1625 wurde der aus Hagenau stammende Laurentius Erhardi (1598–1669) als erster director musices an die Katharinenkirche berufen, die damals ihre erste Orgel erhielt. Erhardi war zugleich Kantor des städtischen Gymnasiums, dessen Chor den Gemeindegesang an St. Katharinen anzustimmen und zu begleiten hatte. Zu dieser Zeit bestand auch bereits eine kleine Instrumentalkapelle aus vier Musikern.
1712 bis 1721 war Georg Philipp Telemann städtischer Musikdirektor in Frankfurt am Main. Nachfolger Telemanns wurde sein Freund Johann Balthasar König, der das bis zu seinem Tode 1758 versah. Sein Nachfolger wurde Johann Andreas Bismann.
In dieser Zeit war es üblich, dass der städtische Kapellmeister auch als Musiklehrer in den wohlhabenden Häusern Frankfurts wirkte, so auch im Haus Goethe, wie im ersten Teil von Dichtung und Wahrheit nachzulesen ist. Bismann leitete die Kirchenmusik an der Katharinenkirche bis ins hohe Alter: Erst 1797 wurde er mit 82 Jahren pensioniert. Als letzter städtisch besoldeter Kirchenmusiker wurde schließlich Nikolaus Woralek sein Nachfolger. Als Woralek 1825 starb, hatte die Kirchenmusik schon längst keine Bedeutung mehr für das städtische Musikleben. Mit dem Dotationsvertrag von 1830 zog sich der städtische Fiskus daher aus der Finanzierung der Kirchenmusik zurück.
Seitdem wird die Kirchenmusik in Frankfurt von den Kantoreien und Organisten der Kirchengemeinden in den Pfarrkirchen der Innenstadt getragen. Bedeutende Zentren der Kirchenmusik sind heute:
- Die Katharinenkirche an der Hauptwache mit dem jährlich durchgeführten Konzertzyklus Musik an St. Katharinen und dem Programm 30 Minuten Orgelmusik, das zweimal in der Woche stattfindet. Organist an St. Katharinen ist seit 1983 Martin Lücker. 1998 übernahm der Landeskirchenmusikdirektor Michael Graf Münster die Kantorei St. Katharinen, die seit 2003 zehnmal jährlich samstags abends die Bachvespern aufführt.
- Der Kaiserdom St. Bartholomäus ist die größte und historisch bedeutendste Kirche in Frankfurt. Die Klais-Orgel der Kathedrale von 1957 (restauriert 1994) ist mit 115 Registern und 8801 Pfeifen eines der größten Instrumente in Deutschland.

Auch in den Stadtteilen gibt es lebendige Zentren der Kirchenmusik:
- In der Meditationskirche Heilig-Kreuz – Zentrum für christliche Meditation und Spiritualität des Bistums Limburg finden auch verschiedene Musik-Veranstaltungen statt, die Musik mit christlichen Themen verbinden. Das Zentrum befindet sich in der Heilig-Kreuz-Kirche in Bornheim am Bornheimer Hang. Beispiele für die Konzerte sind Aufführungen des Deutschen Requiems von Johannes Brahms oder meditativer Musik aus dem Mittelalter von und nach Hildegard von Bingen, Abaelard und Hrabanus Maurus.[1]
- An der Dreikönigskirche in Sachsenhausen wirkten so bedeutende Kirchenmusiker wie der Chorleiter Kurt Thomas (1945–1957) und der Organist Helmut Walcha (1946–1981). In der Kirche führen die Kantorei Sachsenhausen, der Kurt-Thomas-Kammerchor und das Telemann-Ensemble Frankfurt ihre Konzerte auf. Ihre denkmalgeschützte Schuke-Orgel von 1961 ist eines der bedeutendsten Instrumente in Frankfurt.
- Die Johanniskantorei ist der älteste evangelische Kirchenchor in Frankfurt. Der Chor der barocken Johanniskirche wurde 1877 – im Jahr der Eingemeindung Bornheims nach Frankfurt – gegründet und ist mit seinen klassischen Konzerten seit dem Gründungsjahr ein prägender Bestandteil der kulturellen Szene Bornheims.
- In der Justinuskirche in Höchst, einer der ältesten Kirchenbauten Deutschlands wird auf der 1988 erneuerte Orgel alljährlich der Konzertzyklus Höchster Orgelsommer gespielt.
- In der St. Thomaskirche im Stadtteil Heddernheim finden die Neuen Frankfurter Bachstunden unter Leitung des Kantors Tobias Koriath statt.

### Jazz
Als „Hauptstadt“ der Amerikanischen Besatzungszone gehörte Frankfurt nach dem Zweiten Weltkrieg zu den deutschen Städten mit dem stärksten US-amerikanischen Kultureinfluss. Die Stadt war außerdem Sitz des US-Radiosenders American Forces Network (AFN), der nicht nur zur Verbreitung des Rock ’n’ Roll, sondern auch zu der des Jazz in Deutschland beitrug. Das in den Nachkriegsjahrzehnten stark von US-amerikanischen Soldaten frequentierte Frankfurter Nachtleben entwickelte sich zu einem der führenden Jazz-Standorte in Deutschland.
Als wichtigste Adresse der Szene gilt bis heute der 1952 von Carlo Bohländer gegründete Jazzkeller in der Kleinen Bockenheimer Straße. Zu den bekanntesten Frankfurter Musikern, die hier auftraten, gehörten der Saxophonist Emil Mangelsdorff (1925–2022), sein Bruder, der Posaunist Albert Mangelsdorff (1928–2005), der Komponist und Schlagzeuger Ralf Hübner (* 1936), der Klarinettist Reimer von Essen (* 1940) und die Bluessängerin und Pianistin Anne Bärenz (1950–2005). Aber vor allem Auftritte von vielen Größen des internationalen Jazz, wie etwa Chet Baker, Dizzy Gillespie, machten den Club weit über Frankfurt hinaus bekannt.
Seit 1959 wird die Veranstaltungsreihe Jazz im Palmengarten durchgeführt. Auch der Sinkkasten, einer der bekanntesten Frankfurter Clubs, entstand 1971 als Jazzclub.
„Jazz zum Dritten“ heißt eine jährliche Veranstaltung am Nationalfeiertag, dem 3. Oktober, auf dem Römerberg. Die Veranstaltung findet seit 2003 immer am Nachmittag, nach dem öffentlichen Festakt zum Feiertag in der Frankfurter Paulskirche, statt und wird von der Stadt Frankfurt am Main ausgerichtet.

### Techno
Frankfurt gilt neben Berlin als die Geburtsstätte des Techno in Deutschland. Der in den 90er Jahren weltweit erfolgreiche Musikstil entwickelte sich in den späten 80ern aus Wurzeln wie Aggrepo, New Beat und Acid House. Zu den wichtigsten Protagonisten der örtlichen Szene gehörten die DJs und Produzenten Sven Väth, Torsten Fenslau und Talla 2XLC. Stilprägende Clubs waren das Dorian Gray im Flughafen (1978–2000), der halbnomadische Technoclub (seit 1984), das Omen (Junghofstraße, Innenstadt, 1988–1998) und das XS. Die seit der Jahrtausendwende stark geschrumpfte Gemeinde fand 2004 in Väths Cocoon Club ein neues Zuhause.
- Technoclub, Club, DJs: Talla 2XLC, Matthias Haibach, Alex Azary und Michel Greulich
- Dorian Gray, Club, Betreiber: Gerd Schüler und Michael Presinger, DJs: Sven Väth, Torsten Fenslau, Ulli Brenner, Michael Münzing, Luca Anzilotti, DJ Dag, Talla 2XLC und Mark Spoon
- Omen, Club, DJs: Sven VäTh, Carl Cox, Frank Lorber, Toni Rios, Gayle San, DJ Dag, Chris Liebing, Ulli Brenner und Jeff Mills.
- Cocoon Club, Club, 2004–2012. DJs: Sven Väth (Betreiber), Toni Rios, C-Rock, DJ Katch und die Soulbrothers.
- Sound of Frankfurt, Musikstil, seit 1984
- Frontpage, Szenemagazin, ab 1989, Jürgen Laarmann und Stefan Weil
- hr3 Clubnight, seit 1990, Markus Hertle, Torsten Fenslau, Sven Väth, Lady D., Chilly T., Heinz Felber, Mark Spoon, DJ Dag, DJ Karotte, Talla 2XLC und Ulli Brenner
- Eye Q Records, Label, 1992–1997; Gründer: Sven Väth, Matthias Hoffmann und Heinz Roth; Produzenten: Ralf Hildenbeutel, Stevie B-Zet, A.C. Boutsen und Oliver Lieb
- Harthouse, Label, 1992–1997

### Hip-Hop
In den 1990er Jahren produzierte Frankfurt nicht nur Techno, sondern auch Hip-Hop. Das aktivste Label war Pelham Power Productions, die bekannteste Band das dort produzierte, kurzlebige Rödelheim Hartreim Projekt.
- Rödelheim Hartreim Projekt, Band, 1994–1996, Moses Pelham und Thomas Hofmann
- Azad, Sänger, Rap, seit 1994
- Sabrina Setlur, Sängerin, Hip-Hop, seit 1995
- Glashaus, Band, seit 2001
- Tone, Sänger, Rap
- D-Flame, Sänger, Rap
- Roey Marquis II., DJ, Produzent
- Chima, Sänger, Soul, seit 2002
- Illmatic, Sänger, Rap, seit 2004
- Pelham Power Productions, Label, Betreiber: Moses Pelham

### Sonstiges
- Böhse Onkelz, Rock, Hardrock, 1980–2005
- Snap!, Band, Eurodance, seit 1989, Luca Anzilotti und Michael Münzing
- Strassenjungs, Band, seit 1977
- Tankard, Band, Thrash Metal, seit 1982
- Sound of Frankfurt (Festival), seit 1994
- Roy Hammer & die Pralinées, Schlager-Band, seit 1996
- Die Batschkapp und der Sinkkasten sind zwei der bekanntesten Rockclubs in Frankfurt.
- Der King Kamehameha Club ist ein Club in einem ehemaligen Kesselhaus im Frankfurter Osten und steht exemplarisch für Frankfurts Strukturwandel in den alten Industriegebieten.

## Museen und Ausstellungshäuser
Frankfurt besitzt zahlreiche große Museen. Das Naturmuseum Senckenberg, das Kunstmuseum Städel, das Museum für Moderne Kunst und das Deutsche Architekturmuseum haben internationale Bedeutung. Technikmuseen wie das Verkehrsmuseum Frankfurt am Main bergen Besonderheiten, wie den ältesten erhaltenen elektrischen Straßenbahn-Triebwagen aus dem Jahr 1884. Eine Vielzahl der Technikmuseen, technischen Denkmäler und technischen Sammlungen in Frankfurt wurde im Rahmen des Projektes Route der Industriekultur Rhein-Main erschlossen.

### Museumsufer

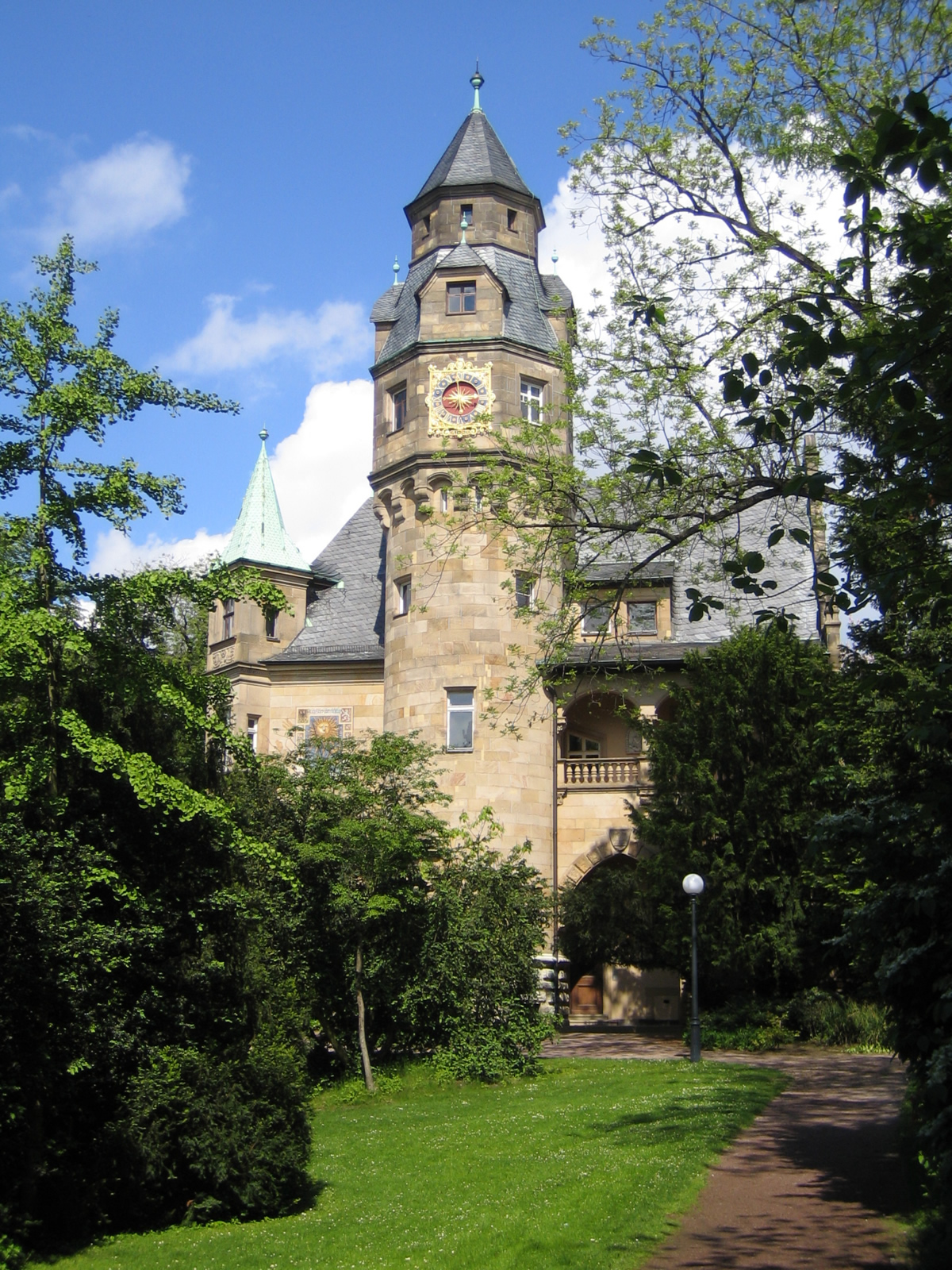
Liebieghaus Am Museumsufer: Skulpturensammlung

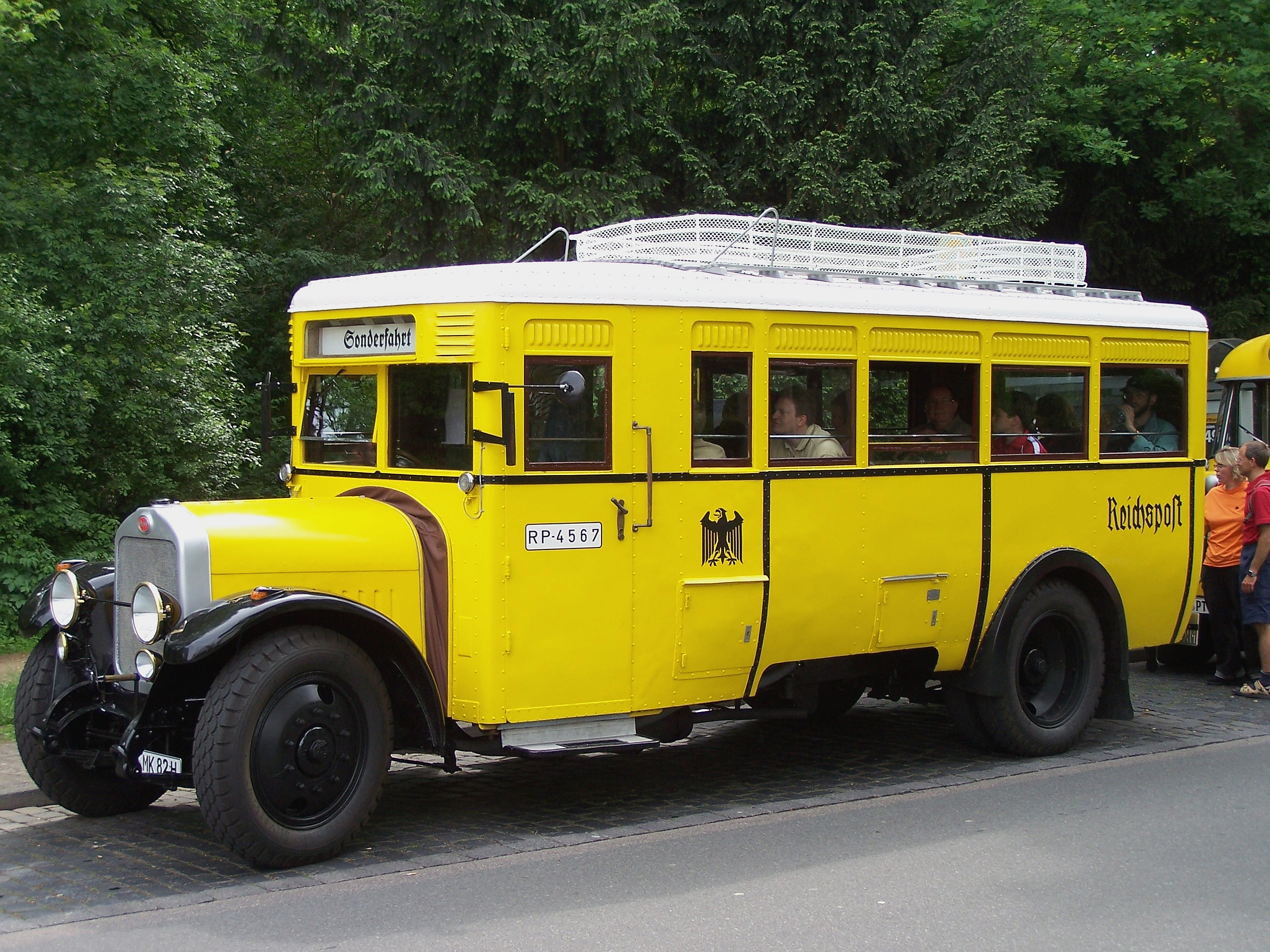
Historischer Postbus von DAAG aus dem Jahr 1925 des Museums für Kommunikation

Das innerstädtische linke Mainufer, der Schaumainkai, wurde ab etwa 1980 zum Museumsufer ausgebaut. Das Museumsufer ist neben der Berliner Museumsinsel und der Münchner Maxvorstadt der wichtigste Museumsstandort in Deutschland. Von westlicher in östlicher Richtung stehen hier folgende Museen:
- Das im Jahr 2000 eröffnete Museum Giersch der Goethe-Universität zeigt Wechselausstellungen zur Kunst- und Kulturgeschichte des Rhein-Main-Gebiets mit dem Ziel, die kulturelle Identität der Region zu erkunden. Als reines Ausstellungshaus präsentiert das Museum Giersch Leihgaben aus öffentlichem und privatem Besitz. Das Ausstellungsspektrum bezieht sich auf sämtliche Bereiche von Malerei, Photographie, Skulptur und Graphik bis hin zu Architektur und Kunstgewerbe.

- Die Städtische Galerie Liebieghaus (1907) zeigt griechische und römische Skulpturen aus dem Europa der Antike und umfasst aber auch Ausstellungsstücke aus dem Mittelalter, der Renaissance bis hin zum Klassizismus sowie Werke aus Ostasien.

- Das Städelsche Kunstinstitut ist eine der renommiertesten Kunstmuseen Deutschlands. Es besitzt 2.700 Gemälde (wovon 600 ausgestellt sind), eine graphische Sammlung mit 100.000 Zeichnungen und Druckgrafiken sowie 600 Skulpturen. Das Museum hat ca. 4.000 m² Ausstellungsfläche sowie eine Präsenzbibliothek mit ca. 100.000 Büchern. Daneben ist im Museum eine große Kunstbuchhandlung untergebracht. Das Städel wurde 1816 gegründet. Gestiftet wurde es von einem Bürger, dem Frankfurter Bankier und Handelsmann Johann Friedrich Städel als öffentliche Galerie und Kunstschule, die heute als Städelschule bekannte staatliche Kunsthochschule.

- Das Museum für Kommunikation, das ehemalige Deutsche Postmuseum, bietet einen umfassenden Einblick in die Geschichte der Kommunikation. Das Museum erhielt 1990 einen mehrfach preisgekrönten Neubau von Günter Behnisch. Ein fahrbereiter und komplett restaurierter DAAG-Postbus Typ ACO aus dem Jahre 1925 gehört zum Bestand des Museums. Der Bus blieb als einziges Fahrzeug seines Typs erhalten. Alle anderen Fahrzeuge dieses Typs wurden nach dem Ende ihres Planeinsatzes verschrottet.[2]

- Das Deutsche Architekturmuseum ist das einzige seiner Art in Deutschland. Das 1984 eröffnete Haus residiert in einer von Oswald Mathias Ungers umgebauten Bürgervilla, die bereits selbst als erstes Ausstellungsstück gilt. Das Museum ist weniger für seine Dauerausstellung als vielmehr für seine international beachteten Sonderausstellungen bekannt.

- Das Deutsche Filmmuseum ist das größte Museum Deutschlands, das sich ausschließlich dem Thema Film widmet. Die Dauerausstellung des 1984 eröffneten Museums stellt Ausstellungsstücke aus der Filmgeschichte sowie Arbeitsmittel und -schritte der Filmproduktion vor. Daneben gibt es jährlich vier Sonderausstellungen, die sich speziellen Bereichen der Kinematografie und einzelnen Filmgenres sowie gesellschaftlichen Themen und deren Verarbeitung im Film widmen. Das Museum beherbergt außerdem das 1971 als eines der ersten seiner Art gegründete Kommunale Kino.

- Das Museum der Weltkulturen, das ehemalige Museum für Völkerkunde, wurde 1904 gegründet. Von 1908 bis zur Zerstörung 1944 befand sich das Museum im Palais Thurn und Taxis in der Großen Eschenheimer Straße, 1973 bezog es die noch heute genutzte Bürgervilla am Schaumainkai. Die Sammlungen umfassen etwa 65.000 Objekte aus Ozeanien, Australien, Südostasien, Amerika, Afrika und Europa. In der Galerie 37 finden Ausstellungen von zeitgenössischen Werken indianischer, afrikanischer, ozeanischer und indonesischer Künstler statt.

- Das Museum Angewandte Kunst, das ehemalige Museum für Kunsthandwerk, zeigt seit seiner Wiedereröffnung im April 2013 und unter der Leitung des Direktors Matthias Wagner K thematische Ausstellungen, deren Fokus auf die Wahrnehmung gesellschaftlicher Strömungen und Entwicklungen gerichtet ist, mit einem Schwerpunkt auf Design, Mode und Performatives.

- Im Deutschordenshaus in Sachsenhausen befindet sich das Ikonen-Museum welches sakrale Kunst aus dem orthodoxen Christentum zeigt und sich auch mit der Frage der Bildlichkeit im Allgemeinen beschäftigt.

Unweit des Museumsufers befinden sich folgende Museen:
- Das Bibelhaus Erlebnismuseum zeigt die geschichtliche, kulturelle und religiöse Bedeutung der Bibel. Neben der erlebnisorientierten Dauerausstellung gibt es immer wieder Sonderausstellungen zu einzelnen Themen.

- Das Hindemith-Institut Frankfurt richtete im Kuhhirtenturm das Hindemith Kabinett im Kuhhirtenturm ein, welches eine Ausstellung zum Leben und Werk des Komponisten Paul Hindemith beherbergt.

- Wechselausstellungen zeitgenössischer Kunst sind im Portikus Frankfurt am Main zu sehen. Die Ausstellungshalle auf der Maininsel zeigt aktuelle Arbeiten bekannter Künstler und neue, internationale Produktionen junger Kunstschaffender. Der Portikus ist Teil der Hochschule für bildende Künste – Städelschule. Daher pflegt er einen intensiven Austausch zwischen eingeladenen Künstlerinnen und Künstlern und den Studierenden der Hochschule.[3]

### Altstadt

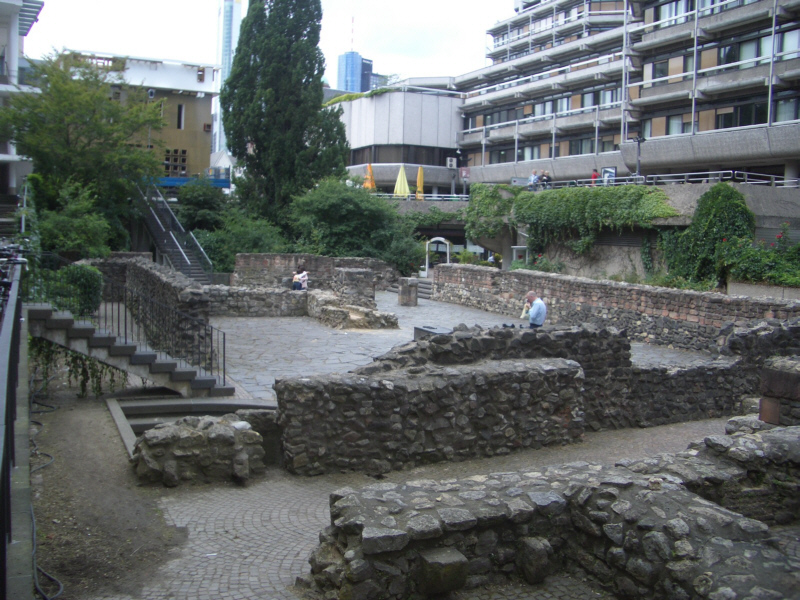
Ehemaliger Historischer Garten vor dem Dom: Fundamente der ehemaligen Kaiserpfalz (2004, vor der Errichtung der Neuen Frankfurter Altstadt)

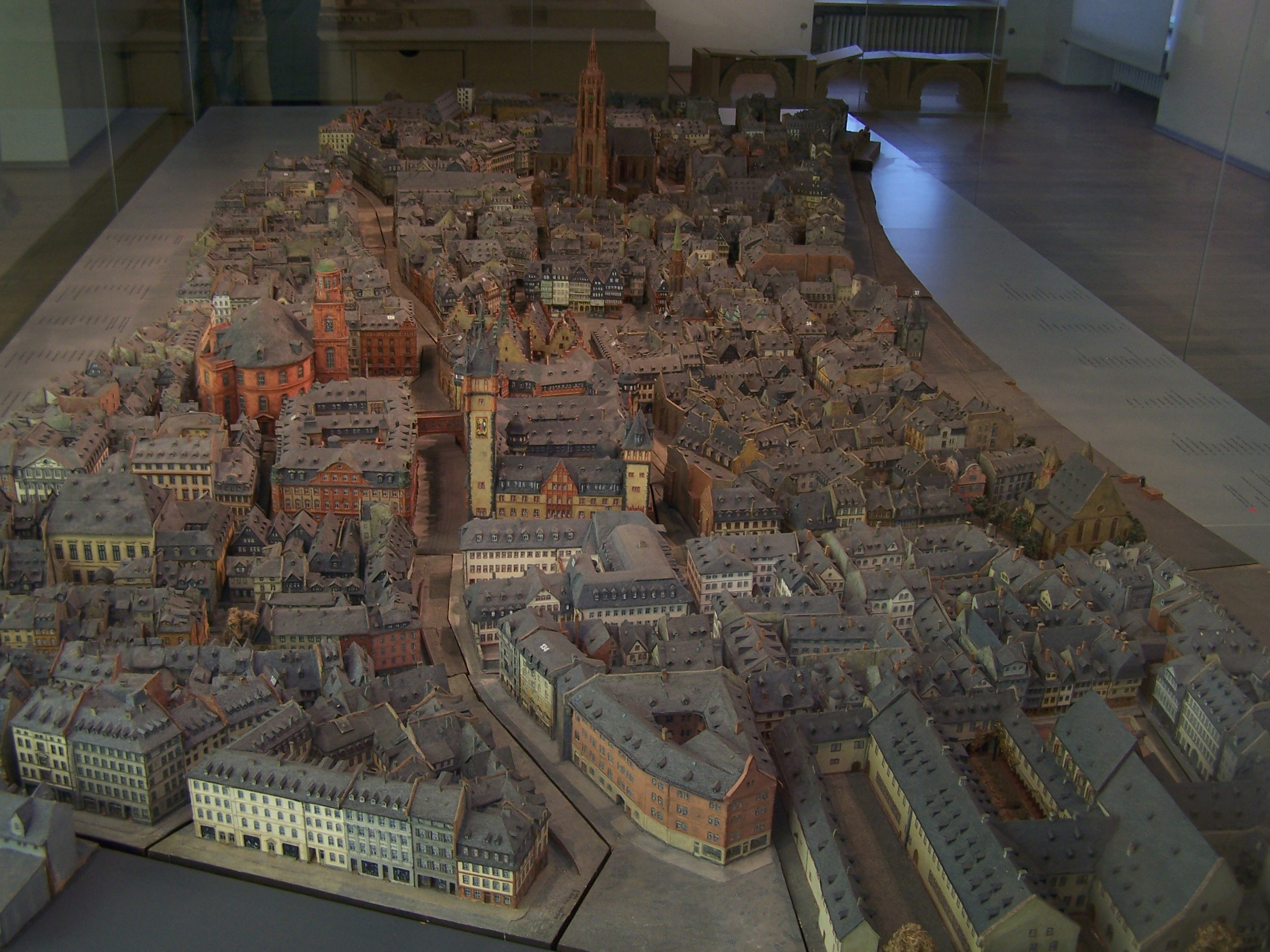
Treuners Altstadtmodell im Historischen Museum (2008)

Der zweite große Museumsstandort Frankfurts ist die Altstadt auf dem rechten Mainufer. Sie besitzt als historischer Stadtkern eine hohe Dichte baulicher Sehenswürdigkeiten, die in vielen Fällen als Museen genutzt werden. Umgangssprachlich werden einige der hier gelegenen Museen auf Grund ihrer Nähe zum Main zum Museumsufer gezählt. Dies ist jedoch nicht korrekt, da es sich beim klassischen Museumsufer lediglich um den ausgebauten Schaumainkai auf der linken Mainseite handelt.
In der Altstadt stehen folgende Museen und Ausstellungshäuser:
- Im Herzen der Altstadt in der staufischen Kaiserpfalz Saalhof mit dem ältesten Gebäude der Stadt, der Saalhofkapelle aus dem 12. Jahrhundert, befindet sich das Historische Museum. Es dient seit seiner Gründung 1878 der Erforschung und Darstellung der Geschichte Frankfurts. Vor dem Zweiten Weltkrieg hatte das Historische Museum seinen Sitz im Leinwandhaus am Dom. Der 1972 errichtete Teil wurde 2011 abgerissen und bis 2017 durch einen Neubau ersetzt, der sanierte Altbau wurde 2012 wiedereröffnet. Zu den bekanntesten Ausstellungsstücken gehört Treuners Altstadtmodell, das den Stadtkern vor seiner Zerstörung zeigt.

- Die benachbarte Kunsthalle Schirn gilt als eines der wichtigsten Ausstellungshäuser Deutschlands. Die 1986 eröffnete Schirn verfügt über keine permanente Sammlung, sondern beherbergt ausschließlich Wander- oder Sonderausstellungen. Die gezeigten Künstler und Themen kommen nicht nur aus dem traditionellen Bereich der Bildenden Kunst (Malerei, Grafik), sondern auch aus übergreifenden Gebieten wie Film, Video, Fotografie und Musik.

- Der ehemalige Archäologische Garten in Frankfurt am Main entstand 1972/73 beim Bau des U-Bahnhofs Dom/Römer. Im Rahmen des Dom-Römer-Projektes wurde der Archäologische Garten 2013 bis 2016 mit dem Stadthaus am Markt überbaut, um die Ausgrabungen vor Witterungseinflüssen zu schützen und dauerhaft zugänglich zu halten. Im August 2018 wurde die Ausstellung im Untergeschoss des Stadthauses als Außenstelle des Archäologischen Museums Frankfurt unter dem neuen Namen Kaiserpfalz Franconofurd wiedereröffnet. Sie präsentiert in neuer architektonischer und musealer Gestaltung Baureste der römischen Niederlassung auf dem Frankfurter Domhügel, eines merowingischen Königshofes, der karolingisch-ottonischen Königspfalz Frankfurt, sowie spätmittelalterlicher Keller.

- Der 1829 von interessierten Bürgern gegründete Frankfurter Kunstverein im nahegelegenen Steinernen Haus fördert insbesondere zeitgenössische Künstler.

- Der Kaiserdom St. Bartholomäus besitzt ein eigenes Dommuseum im umgebauten Kreuzgang der Frankfurter Hauptkirche. Dort befindet sich alte Reliquiare des Dompatrons, weitere Reste des Stiftsschatzes, eine sehr alte Kopie der Reichskleinodien, Modelle der Vorgängerbauten und seit 1994 die Funde aus dem Grab einer merowingischen Fürstentochter.[4]
- Seit 2007 verfügt das Dommuseum neben dem Kreuzgang im Kaiserdom St. Bartholomäus über einen zweiten Ausstellungsort. Im Sakristeum im Keller des Hauses am Dom werden die Kirchenschätze aus St. Leonhard und der Liebfrauenkirche gezeigt.[5]

- Das Museum für Moderne Kunst (MMK) wurde 1989 auf Initiative des Kunstkritikers Peter Iden gegründet. Der markante, von Hans Hollein entworfene Neubau eröffnete 1991. Prägender Direktor des MMKs wurde 1989 (bis 2002) Jean-Christophe Ammann. Das Museum entwickelte sich zum Mittelpunkt eines Kunst- und Galerienviertels rund um Braubachstraße, Fahrgasse und Dom. Um das MMK von seinen beiden Dependancen zu unterscheiden, wird sein Hauptstandort auch MMK 1 genannt.

- Das MMK 3 ist ein externer Ausstellungsraum des MMKs im ehemaligen Hauptzollamt der Stadt Frankfurt am Main und befindet sich dem Museum direkt gegenüber. Hier werden seit 2007, nach einer grundlegenden Sanierung des Gebäudes, regelmäßig jüngere oder „unbekanntere“ künstlerische Positionen präsentiert.[6]

- In der westlichen Altstadt liegt das Archäologische Museum im Karmeliterkloster, das frühere Museum für Vor- und Frühgeschichte. Die Ausstellungsräume sind die ehemalige Klosterkirche sowie ein von Josef Paul Kleihues entworfener Neubau (1984–1988). Bis 1988 hatte das Museum seinen Sitz im Holzhausenschlößchen. Es zeigt Funde aus Vorgeschichte, den frühen Hochkulturen und der römischen Antike. Bedeutend sind hier vor allem die Funde aus der ehemaligen römischen Stadt Nida im heutigen Frankfurt-Heddernheim. Im selben Haus befindet sich auch das Institut für Stadtgeschichte.

- Das Jüdische Museum Frankfurt im Rothschildpalais zeigt die reiche jüdische Geschichte der Stadt vom 12. bis zum 20. Jahrhundert. Die Dependance Museum Judengasse zeigt die Fundamente der ehemaligen Frankfurter Judengasse, darunter ein jüdisches Ritualbad. Das jüdische Museum wurde 1988 eröffnet.

- Das Caricatura Museum für Komische Kunst im Leinwandhaus stellt Werke der Komischen Kunst aus, hauptsächlich Texte, Zeichnungen und Plastiken von Künstlern der Neuen Frankfurter Schule.

- In der Paulskirche tagten 1848 bis 1849 die Delegierten der Frankfurter Nationalversammlung. Es handelt sich dabei um die erste frei gewählte Volksvertretung der deutschen Lande. Aus diesem Grund zeigt in der Paulskirche die Dauerausstellung „Die Paulskirche. Symbol demokratischer Freiheit und nationaler Einheit“ die Entwicklung der deutschen Einheit und Demokratie in ihren wechselvollen Stationen.[7]

- Das Institut für Stadtgeschichte gehört mit seiner bis ins frühe Mittelalter zurückreichenden Überlieferung zu den bedeutendsten Kommunalarchiven Deutschlands. Es sammelt nicht nur wichtige Dokumente zur Geschichte der Stadt, sondern vermittelt seine Schätze auch regelmäßig durch Sonderausstellungen und Vorträge. Im Kreuzgang und Refektorium des ehemaligen Karmeliterkloster, in den dem das Institut untergebracht ist, sind mehreren Wandmalereien von Jörg Ratgeb zu sehen. Da immer wieder der Wunsch an das Institut heran getragen wurde, die Bilder für den Betrachter näher zu erklären, ist eine Dauerpräsentation entwickelt worden, wo auf insgesamt 21 Informationspulten und mehreren Tafeln die Malereien und die Geschichte des Karmeliterklosters vorgestellt werden.[8][9]

- Das Stoltze-Museum der Frankfurter Sparkasse ist in einem denkmalgeschützten Renaissancetreppenturm in der Töngesgasse untergebracht und dem Frankfurter Mundartdichter, Journalisten und Satiriker Friedrich Stoltze gewidmet. Seit August 2014 ist das Museum für ca. 2 Jahre am gewohnten Standort geschlossen und hat sein Ausweichquartier auf der Galerie im Kundenzentrum der Frankfurter Sparkasse, Neue Mainzer Straße, bezogen.
- Das Struwwelpeter-Museum zeigt Wissenswertes über den bedeutenden Frankfurter Nervenarzt Heinrich Hoffmann und sein bekanntestes Werk, den Struwwelpeter. Hier können Kinder die Geschichte vom „bösen Buben“ Struwwelpeter nacherleben und Erwachsene sich über Leben und Wirken des Autors informieren, der ein Reformator der Psychiatrie war. Das Museum umfasst die Bestände der früheren zwei Museen: des Struwwelpeter-Museums in der Bendergasse 1 und des Heinrich-Hoffmann-Museums in der Schubertstraße 20. Im September 2019 bezog es die neuen Räume im Haus zum Esslinger in der Neuen Frankfurter Altstadt.

- Das Fotografie Forum Frankfurt (FFF) ist ein Zentrum, das Fotografie der höchsten Qualität ausstellt und die Wichtigkeit des Mediums als universelle visuelle Sprache fördert. Seit seiner Gründung 1984 präsentiert das FFF die zahlreichen Aspekte der Fotografie und ist eine Plattform für den kritischen Dialog. Durch ein breitgefächertes Programm bestehend aus Ausstellungen, Publikationen, Workshops, Vorträgen und Symposien werden die sich kontinuierlich entwickelnden und klassischen Interpretationen des fotografischen Mediums hervorgehoben. Der Schwerpunkt wird dabei auch darauf gelegt, fotografische Arbeiten internationaler oder nationaler Bildgestalter, Einzelausstellungen historischer und zeitgenössischer Ikonen bis hin zu Gruppenausstellungen von international aufsteigenden Talenten ihrem Publikum anzubieten.[10]
- Seit 1970 betreibt die Frankfurter Sparkasse ihre Galerie, das 1822-Forum, in der Altstadt, um der aktuellen Frankfurter Kunstszene ein Präsentationsforum zu bieten.[11]

### Weitere Museen und Ausstellungshäuser

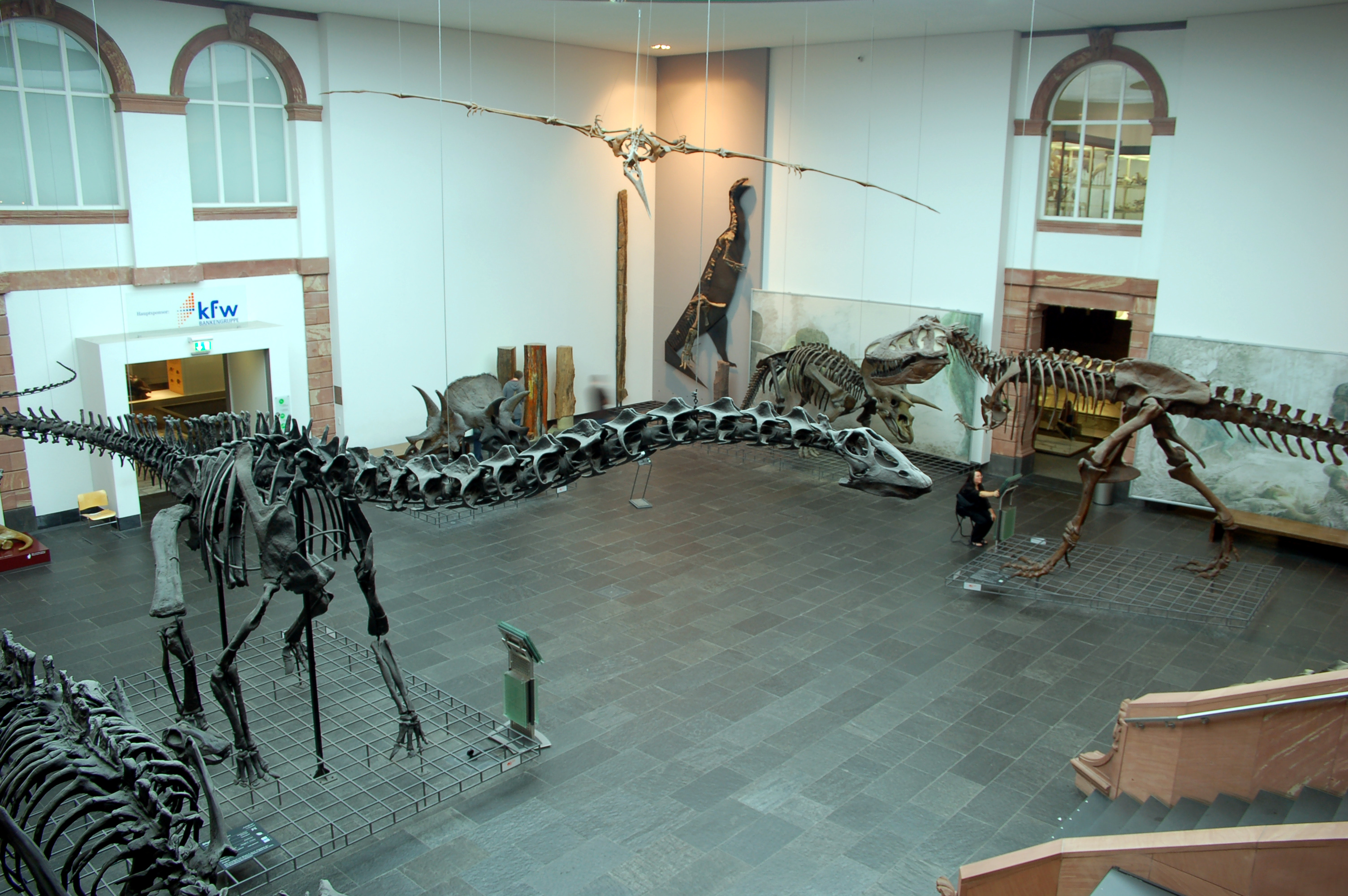
Der Sauriersaal im Senckenbergmuseum

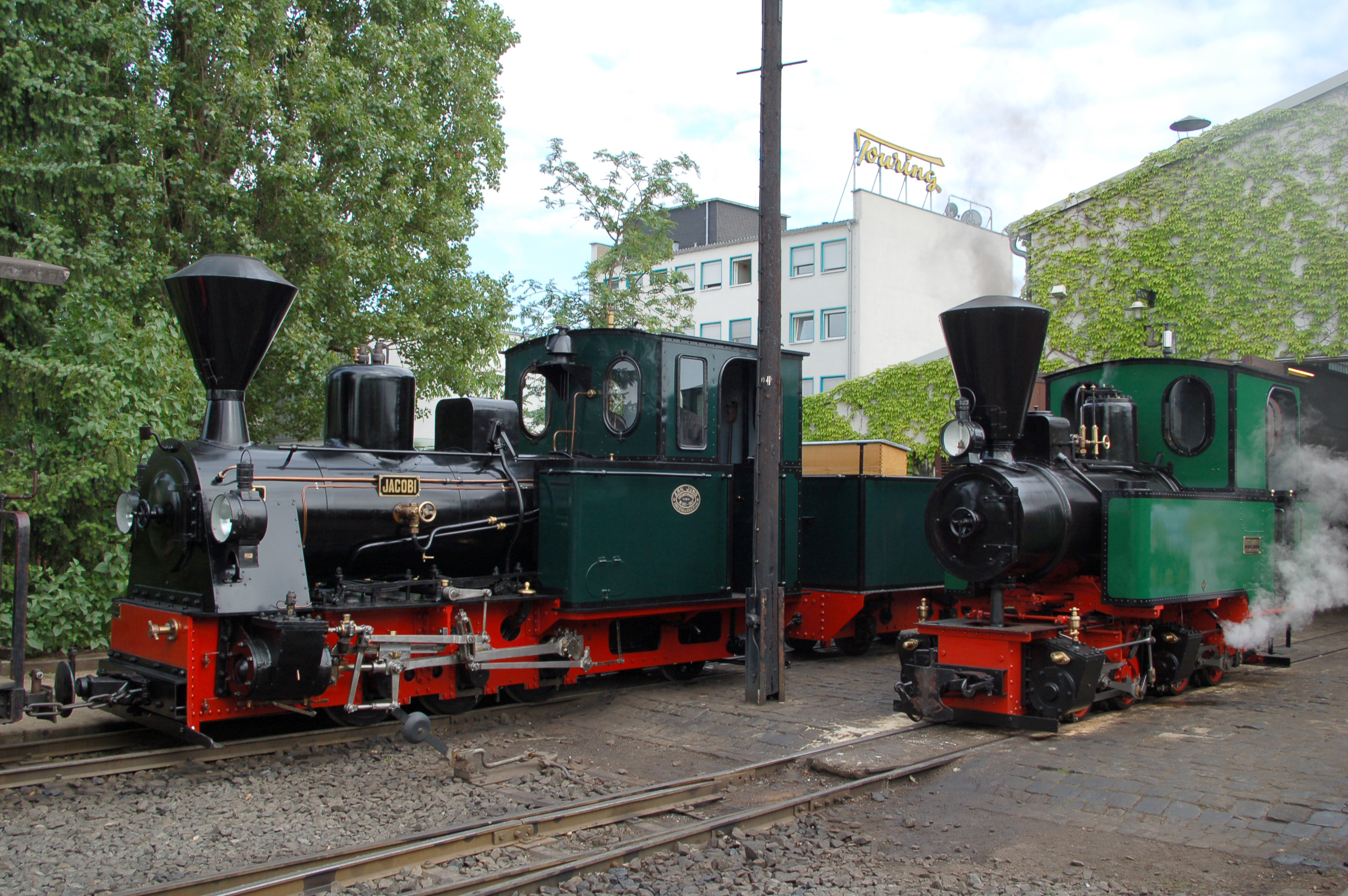
Feldbahn-Loks 99 3351 und O&K Mallet des Feldbahnmuseums

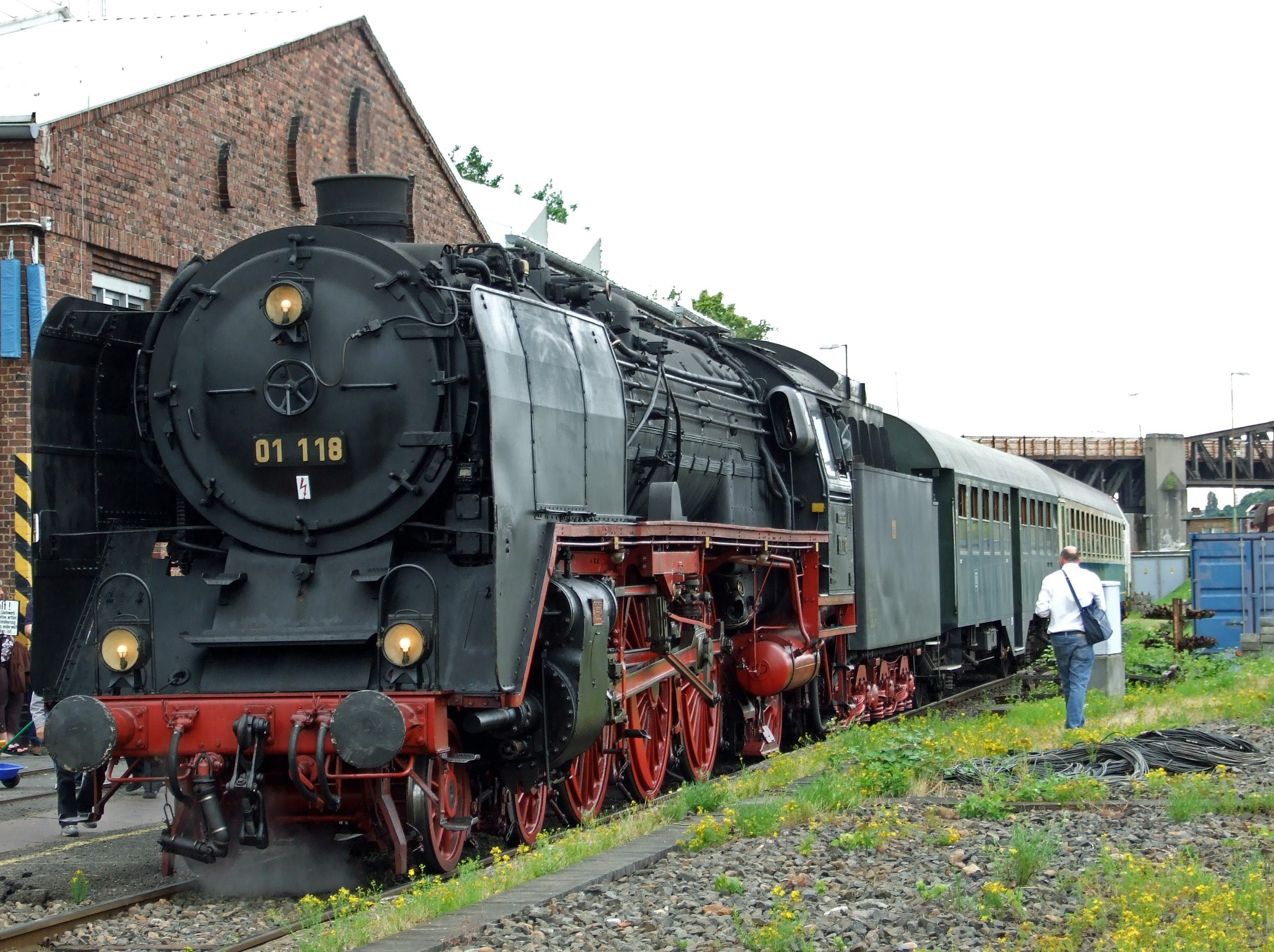
Dampflok „BR 01 118“ der Historischen Eisenbahn Frankfurt beim „Hafenfest 2009“, zum 150. Jubiläum der Städtischen Verbindungsbahn

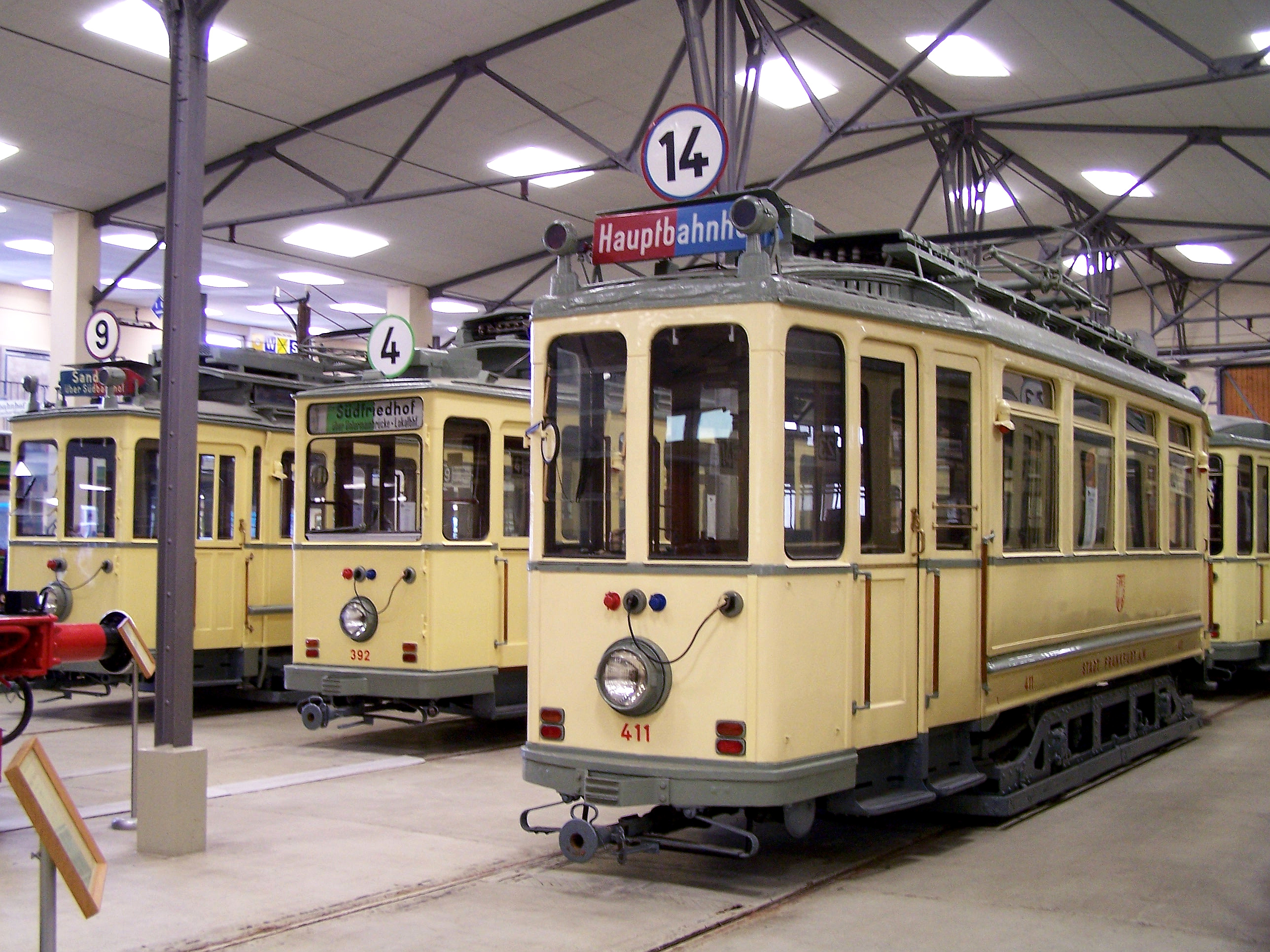
C-, D- und F-Triebwagen in der Westhalle des Verkehrsmuseums in Schwanheim

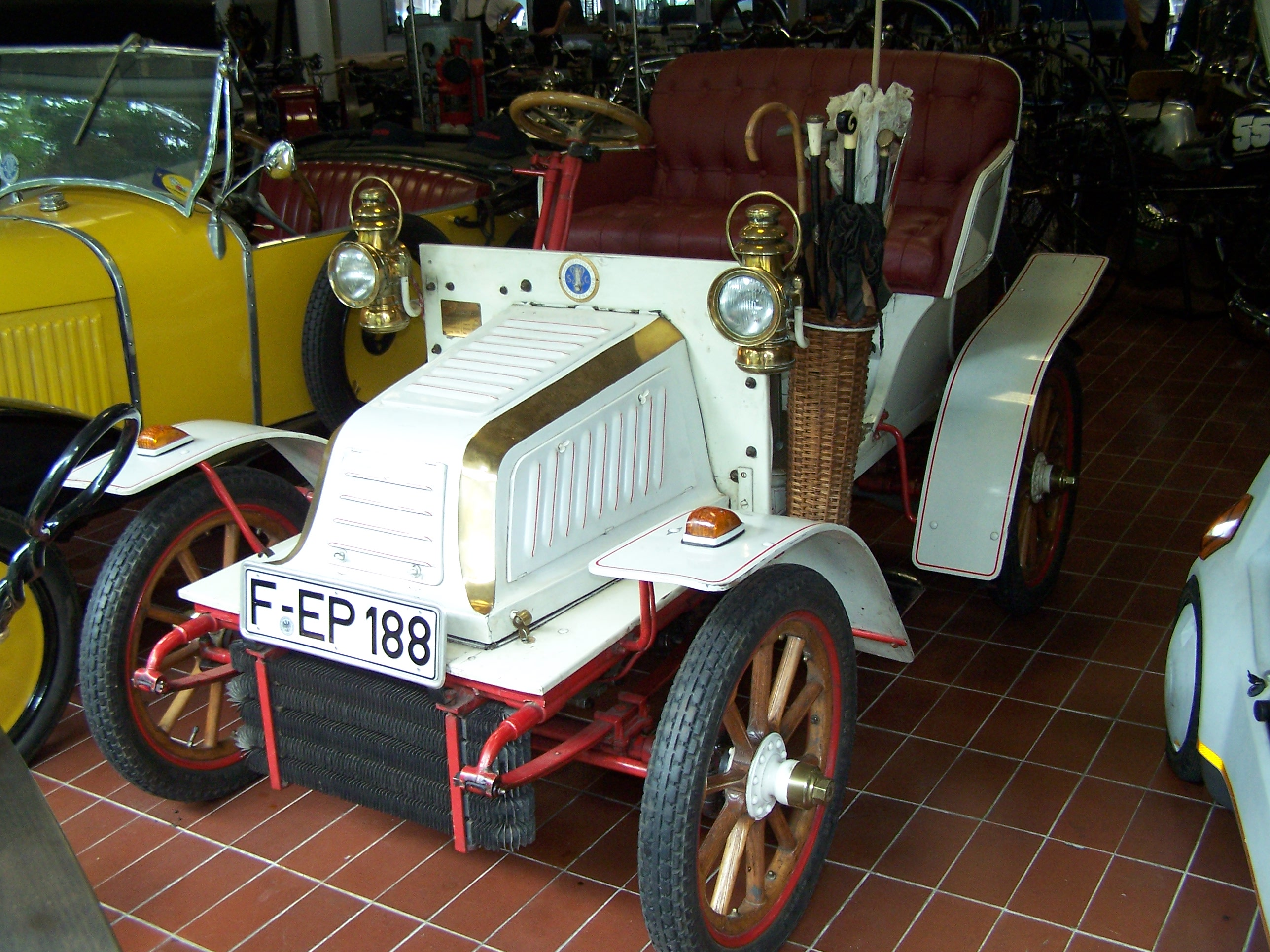
Eines der ältesten zugelassenen Autos in Deutschland, ein Bergmann von 1901 in der Technischen Sammlung Hochhut

#### Bahnhofsviertel
- Das Hammermuseum Frankfurt im ersten Stock der Schuhmacherei Lenz beherbergt Hämmer aus allen Epochen und für alle erdenklichen Verwendungen. Ausgestellt werden auch Exemplare, deren Funktion bisher noch niemand erklären konnte.

#### Bergen-Enkheim
- Über die Geschichte Bergen-Enkheims informiert das Heimatmuseum Bergen-Enkheim im historischen Rathaus Bergen-Enkheims.
- Im Sitzungszimmer der Verwaltungsstelle in der Marktstraße erinnert die kleine Dauerausstellung „Jüdisches Leben in Bergen-Enkheim“ an die jüdische Gemeinde, die es bis vor der Zeit des Nationalsozialismus im Ortsteil gab.[12]

#### Bockenheim
- Die Experiminta – ScienceCenter FrankfurtRheinMain ist ein Wissenschaftszentrum und umfasst ca. 120 interaktive Versuchsstationen, die neun Themenkreisen zugeordnet sind, z. B. „Schnell und Langsam“ (Bewegung), „Stark und Schwach“ (Kraft) oder „Sparsam und Verschwenderisch“ (Energie und Umwelt). Anders als in den meisten Museen ist hier ausdrücklich das Ausprobieren und Anfassen erwünscht. Es wird vom gleichnamigen Förderverein betrieben.[13]
- Größtes Frankfurter Technikmuseum ist das Feldbahnmuseum am Rebstock mit einer Sammlung betriebsfähiger Feldbahnfahrzeuge der Spurweite 600 mm.
- Das Geldmuseum der Deutschen Bundesbank ist das einzige Geldmuseum in Deutschland. Es bietet Informationen über die Geschichte und Funktionsweise des Geldes sowie eine bedeutende Münz- und Papiergeldsammlung.

#### Bonames
- Das Feuerwehrmuseum Frankfurt gibt einen Einblick in die Tradition und die geschichtliche Entwicklung der Feuerwehr. Auf dem Gelände des alten Flugplatzes in Bonames sind in einem Gebäude Exponate rund um die Brandbekämpfung ausgestellt. Fahrzeuge, Handdruck- und Tragkraftspritzen, Anhänger und Modellautos in allen Größen werden dort mit viel Aufwand gepflegt und restauriert. Neben dem Fuhrwerk sind auch Helme, Mützen, Uniform, Ärmelabzeichen, Orden und Ehrenabzeichen, sowie Feuerlöscher und Atemschutzgeräte ausgestellt.

#### Bornheim
- Das Bernemer Museumslädchen ist ein kleines Museum in der Turmstraße 11, das Ausstellungen zur Geschichte Bornheims veranstaltet.

#### Eschersheim
- Das Chaplin-Archiv ist ein Privatmuseum, dessen Bestände der Öffentlichkeit zugänglich gemacht wurden. Auf zwei Etagen zeigt die umfangreiche Dauerausstellung Exponate mit unmittelbarem und mittelbarem Bezug zu Charlie Chaplin. Die Sammlung umfasst rund 6000 Einzelstücke (Bücher und Zeitschriften, Filmplakate und Fotos sowie Noten, Werbematerial, Kitsch und Kunst) und vermittelt ein umfassendes Bild des Künstlers, des Menschen und des Mythos Charlie Chaplin.[14]

#### Gallus
- Die Technische Sammlung Hochhut widmet sich der Erhaltung historischer Kraftfahrzeuge, Motorräder und Motoren. Bemerkenswert ist ein PKW mit Straßenzulassung vom Typ Bergmann aus dem Jahr 1901.

#### Heddernheim
- In der Siedlung Römerstadt wurde ein unter der Leitung Ernst Mays entworfenes Reihenhaus aus den 1920er Jahren als Ernst-May-Haus vom Verein Ernst-May-Gesellschaft denkmalgerecht saniert und mit Objekten des Neuen Frankfurt in den Ursprungszustand versetzt. Es ist als Museum öffentlich zugänglich und veranschaulicht die Errungenschaften des Neuen Frankfurts.
- Im Heddernheimer Schloss gibt es ein kleines Heimatmuseum, in dem unter anderem Fundstücke aus der Römerzeit ausgestellt werden. Das Museum wird auch Stadtteilmuseum genannt.[15]

#### Höchst
- Im Kronberger Haus präsentiert das Höchster Porzellan-Museum als Außenstelle des Historischen Museums Frankfurt seit 1994 rund 1.800 Höchster Fayencen und Porzellane, vornehmlich aus der Zeit des Rokoko und Klassizismus. Die Althöchster Reproduktionen in Passauer Porzellan sind im Bolongaropalast ausgestellt.[16]

#### Innenstadt
- Im Goethe-Haus am Großen Hirschgraben am Rande zur Altstadt befindet sich neben den ehemaligen Wohnräumen Goethes, welche besichtigt werden können, das Goethe-Museum, eine Galerie mit Gemälden und Exponaten der Goethezeit. Es soll künftig in das Deutsche Romantik-Museum integriert werden, das bis 2018 auf dem Nachbargrundstück entstehen soll. Im Romantik-Museum soll die umfangreiche Sammlung von Handschriften, Briefen und Gemälden der deutschen Romantik, die das Freie Deutsche Hochstift seit 1911 zusammengetragen hat, der Öffentlichkeit zugänglich gemacht werden.
- Dem Historischen Museum angegliedert ist seit 1972 das Kinder Museum Frankfurt, das stadt- und kunstgeschichtliche Themen speziell für Kinder aufbereitet.[17] Es befindet sich im Zwischengeschoss des S- und U-Bahnhofes Hauptwache. Für Kinder von zwei bis fünf Jahre gibt es hier als eigenen Bereich das Mini Museum. In der gesamten Ausstellung darf und kann viel selber ausprobiert werden.[18]
- Im Oktober 2014 eröffnete das Museum für Moderne Kunst (MMK) eine Dependance im Taunusturm, das MMK 2. Dort werden im Wechsel die aktuellen Werke der Sammlung und Neuproduktionen gezeigt.[19]
- Das Nebbiensche Gartenhaus in der Bockenheimer Anlage gehört dem Frankfurter Künstlerclub e. V. Er veranstaltet hier regelmäßig Kunstausstellungen, Matineen, Dichterlesungen und Konzerte
- Das im November 2015 eröffnete Deutsche Museum für Kochkunst und Tafelkultur befindet sich in einem Gebäude zwischen Zeil und Holzgraben. Das Museum sieht sich als Nachfolger des Kochkunstmuseums, das von 1909 bis 1937 bestanden hat.[20]

#### Nied
- Über die Geschichte Nieds informiert das Heimatmuseum Nied.[21]

#### Niederrad
- Über die Geschichte Niederrads informiert das Heimatmuseum Niederrad.[22]
- In der Dauerausstellung des Deutschen Orthopädischen Geschichts- und Forschungsmuseums wird die Geschichte der Orthopädie und angrenzenden Gebiete sowie der Behindertenfürsorge in anschaulicher Weise dargestellt. Im Zentrum des Museums steht die Bibliothek, die mit mehr als 6.000 Bänden die größte öffentlich zugängliche Sammlung zur Geschichte der Orthopädie in Deutschland darstellt. Andere Schwerpunkte sind die Sammlung von Körperersatzstücken, Endoprothesen, Implantaten und Instrumenten der Orthopädie. Wohl einmalig ist das Konzept des Museums: Die Ausstellungsräume sind in das Gebäude der Orthopädischen Universitätsklinik Stiftung Friedrichsheim integriert und Patienten sowie Besuchern von außerhalb gleichermaßen zugänglich.[23]

#### Nordend
- Die Explora war ein privates Museum für optische und andere Täuschungen. Dort konnten viele Anaglyphenbilder, Stereobildpaare, SIRDs, Hologramme und andere Formen der optischen Wahrnehmung ausprobiert werden. Das Haus wurde im November 2016 geschlossen.
- Das Kriminalmuseum im Polizeipräsidium Frankfurt am Main umfasst auf einer Grundfläche von rund 200 Quadratmetern vor allem bildliche Darstellungen und Exponate aus bekannten Frankfurter Kriminalfällen nach 1945. Daneben bietet die Ausstellung einen interessanten Blick auf besondere Exponate aus den Bereichen Fälscherutensilien sowie Schmuggelbehältnissen und erläutert die Geschichte der Frankfurter Polizei.[24]
- Die wohl umfangreichste Steatit-Sammlung der Welt (Steatit ist im Volksmund als „Speckstein“ bekannt) wurde von dem Frankfurter Auktionator Karl Heinz Arnold in mehr als 60 Jahren zusammengetragen und ist im privaten Museum für Kunst in Steatit zu besichtigen.[25]

#### Oberrad
- Über die Geschichte Oberrads informiert das Heimatmuseum Oberrad.[26]

#### Ostend
- Die Ausstellung Dialog im Dunkeln im DialogMuseum besteht aus sechs absolut lichtlosen Räumen, durch die kleinere Gruppen von einem blinden Führer geleitet werden.

#### Rödelheim
- Im ersten Stock des Petrihauses, welches unter anderem Clemens Brentano, den Brüdern Grimm, und Adele Schopenhauer als Treffpunkt in der Zeit der Romantik diente, ist heutzutage ein Brentanomuseum eingerichtet.[27]

#### Sachsenhausen
- Im Deutsche Bank Park beherbergt das Eintracht Frankfurt Museum rund 450 Ausstellungsstücke rund um die Frankfurter Eintracht. Der Schwerpunkt der einzelnen Themenfelder liegt auf dem Fußball, aber auch die anderen Abteilungen der Eintracht sowie große Sportereignisse innerhalb der Stadt finden Berücksichtigung.[28]
- Das Willemer-Häuschen ist ein klassizistisches Gartenhaus aus dem frühen 19. Jahrhundert auf dem Mühlberg am östlichen Rand Sachsenhausens. Es wurde bekannt durch die Begegnungen des Dichters Johann Wolfgang von Goethe mit Marianne von Willemer, die im Jahr 1814 dort stattgefunden haben. Heutzutage befindet sich in ihm eine museale Gedenkstätte, welche an die berühmten Begegnungen erinnert.

#### Schwanheim
- Über die Geschichte Schwanheims informiert das Heimatmuseum Schwanheim im sogenannten Wilhelm-Kobelt-Haus.[29]
- Das Verkehrsmuseum Frankfurt am Main im historischen Straßenbahndepot Schwanheim der Frankfurter Waldbahn zeigt in zwei Hallen eine umfangreiche Sammlung alter Frankfurter Straßenbahnen. Fast jede Baureihe Frankfurter Straßenbahnfahrzeuge ist hier vertreten. Bei Veranstaltungen und Sonderfahrten werden historische Fahrzeuge des Museums eingesetzt. Das älteste Fahrzeug, ein Pferdestraßenbahnwagen der Frankfurter Trambahn-Gesellschaft von Herbrandt, stammt aus dem Gründungsjahr der Straßenbahn 1872. Besonders hervorzuheben unter den Ausstellungsstücken sind außerdem der älteste erhaltene elektrische Straßenbahn-Triebwagen der Frankfurt-Offenbacher Trambahn-Gesellschaft von Siemens aus dem Jahr 1884, ein früher Niederflur-Beiwagen der Waggonfabrik Uerdingen von 1923 und der erste echte Stadtbahn-Triebwagen vom Typ U1 der DUEWAG von 1965. Sammlungen alter Fahrkarten, Oberleitungsrosetten und Fahrzeugtechnik ergänzen die Ausstellung.

#### Seckbach
- Über die Geschichte Seckbachs informiert das Heimatmuseum Seckbach.

#### Westend
- In der seit 2003 bestehenden multimedialen und interaktiven Dauerausstellung Anne Frank. Ein Mädchen aus Deutschland in der Bildungsstätte Anne Frank haben Jugendliche und Erwachsene die Möglichkeit, sich nach ihren eigenen Interessen die Biographie Anne Franks und die Geschichte des Nationalsozialismus zu erschließen. Weitere Themenschwerpunkte sind die Geschichte der Familie Frank und jüdisches Leben in Frankfurt am Main.
- Das Art Foyer der DZ BANK Kunstsammlung entstand 2006 als Ausstellungsort. Im Zuge des Umbaus des Cityhauses I, einer der drei Bürotürme der DZ Bank Zentrale, eröffnete Anfang des Jahres 2009 eine 300 Quadratmeter große Ausstellungshalle. Aus dem reichen Bestand der DZ BANK Kunstsammlung werden jährlich vier Ausstellungen kuratiert, die entweder thematisch zusammengetragen werden oder einem bestimmten Künstler gewidmet sind.[30]
- Die Goldkammer Frankfurt ist ein kunst- und kulturhistorisches Museum, das sich seit seiner Eröffnung im Mai 2019 in seiner Ausstellung mit dem Thema Gold beschäftigt. Es umfasst 500 Goldartefakte auf rund 500 m² aus verschiedenen Kulturen und Epochen, die in unterirdischen Kammern präsentiert werden. Die Exponate werden durch digitale Stationen und weitere multimediale Applikationen ergänzt, die zu Entstehung und Bedeutung, Verarbeitung und Verwendung von Gold informieren.[31]

- Das Naturmuseum Senckenberg gilt als das größte naturkundliche Museum in Deutschland. Ein besonderer Schatz ist das Original eines versteinerten Dinosauriers mit erhaltener, schuppiger Haut. Das Museum beherbergt aber auch die mit rund 1000 Präparaten weltweit größte und zugleich artenreichste Schausammlung von ausgestopften Vögeln. 2004 wurden knapp 400.000 Besucher registriert. Die Senckenbergische Gesellschaft wurde 1817 von Frankfurter Bürgern gestiftet. Außer für die bekannten Skelette von Dinosauriern ist das Museum vor allem als Ausstellungshaus für die Funde der nahegelegenen, zum Weltnaturerbe zählenden Grube Messel von Bedeutung.
- Das Steinhausen-Haus beherbergt seit 1987 das Wilhelm Steinhausen Museum mit zahlreichen Werken, Vorarbeiten, Skizzen, Entwurfszeichnungen, Briefen, Sekundärliteratur sowie dem original erhaltenen Atelier und einem Fresko des Malers Wilhelm Steinhausen.
- Dem Leben des Arztes, Theologen und Musikers Albert Schweitzer ist die Dauerausstellung im Deutschen-Albert-Schweitzer-Zentrum gewidmet. Darüber hinaus befinden sich im Zentrum noch ein großes Schweitzer-Archiv sowie eine bedeutende Schweitzer-Forschungsstätte.[32]

#### Zeilsheim
- Über die Geschichte Zeilsheims informiert das Heimatmuseum Zeilsheim im ehemaligen Spritzenhaus.[33]

#### Museumseisenbahn
- Die Museumseisenbahn des Vereins Historische Eisenbahn Frankfurt verkehrt an bestimmten Wochenenden mit Dampfzügen auf den Gleisen der Frankfurter Hafenbahn und bietet weitere Sonderfahrten an.

## Kulturelle und Wissenschaftliche Vereinigungen

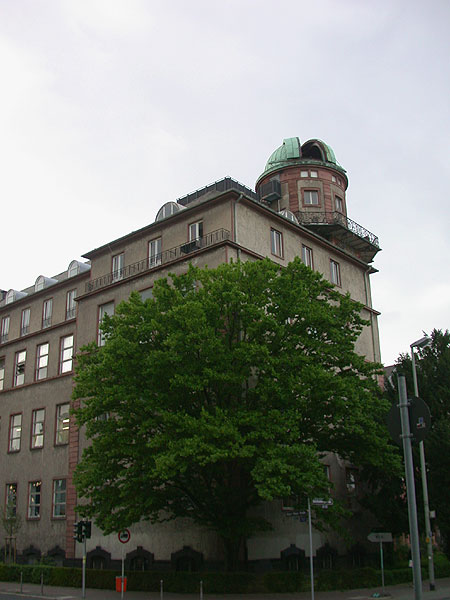
Sternwarte des Physikalischen Vereins

In Frankfurt gibt es eine Reihe von Vereinen und Institutionen, deren Zweck die Förderung von Kultur und Wissenschaften ist.
- Die Polytechnische Gesellschaft wurde 1816 als Frankfurter Gesellschaft zur Beförderung Nützlicher Künste und deren Hülfswissenschaften von Frankfurter Bürgern gegründet, darunter Heinrich Friedrich Karl Freiherr vom Stein. Die polytechnische Gesellschaft hat ca. 300 Mitglieder. Im Laufe der Zeit sind aus ihrer Arbeit eine Reihe von Frankfurter Institutionen entstanden:
  - Die Sparkasse von 1822, heute als Frankfurter Sparkasse eine der größten Sparkassen in Deutschland.
  - Die Stiftung Blindenanstalt von 1837, eine Einrichtung um blinden und sehbehinderten Menschen die aktive Beteiligung am gesellschaftlichen Leben zu ermöglichen.
  - Die Wöhler-Stiftung zur Ausbildung junger Leute für den Gewerbe- und Handelsstand (1845), eine Vorläuferorganisation der heutigen Berufsschulen.
  - Der Mitteldeutsche Kunstgewerbeverein in Frankfurt e. V. (1877), aus dem 1935 das Museum für Kunsthandwerk hervorging, heute Museum Angewandte Kunst.
  - Das Institut für Bienenkunde (1937) in Oberursel, angegliedert an den Fachbereich Biologie der Universität Frankfurt.
  - Das Kuratorium Kulturelles Frankfurt e. V. (1957) zur Förderung des kulturellen Lebens in Frankfurt, mit den Zielen, die Dokumentationen Frankfurter Kulturgüter zu ermöglichen, die Beziehung der Bürger zur kulturellen Tradition ihrer Stadt zu pflegen, die kulturellen Institutionen Frankfurts zu unterstützen sowie Künstler und Kunstausstellungen zu fördern.
  - Der Verein zur Pflege von Kammermusik und zur Förderung junger Musiker e. V. (1959) organisiert eine Konzertreihe in Frankfurt am Main und vergibt Stipendien an junge Musiker.

- 1859 gründeten 30 Frankfurter Bürger an Schillers 100. Geburtstag auf Initiative von Otto Volger das „Freie Deutsche Hochstift für Wissenschaften, Künste und allgemeine Bildung“. 1863 erwarb der Verein das Goethe-Haus und baute es zum Museum um. Nach der Gründung der Frankfurter Universität verlegte sich das Freie Deutsche Hochstift neben der Museums- und Archivarbeit auf die Herausgabe historisch-kritischer Editionen.
- Seit 1927 verleiht die Stadt Frankfurt am Main den Goethepreis an „Persönlichkeiten, die mit ihrem Schaffen bereits zur Geltung gelangt sind und deren schöpferisches Wirken einer dem Andenken Goethes gewidmeten Ehrung würdig ist“. Der Preis wurde bis 1949 jährlich verliehen, seitdem alle drei Jahre. Er ist derzeit mit 50.000 Euro dotiert.
- 1950 verlieh der Börsenverein des Deutschen Buchhandels erstmals den Friedenspreis des Deutschen Buchhandels. Die Auszeichnung wird seitdem jährlich anlässlich der Frankfurter Buchmesse in der Paulskirche an Persönlichkeiten verliehen, „die sich durch literarische, wissenschaftliche und künstlerische Tätigkeit zur Verwirklichung des Friedensgedanken in hervorgehobenem Maße verdient gemacht haben.“
- Das Nebbiensche Gartenhaus ist ein klassizistischer Pavillon in der Bockenheimer Anlage, errichtet 1810 von Nicolas Alexandre Salins de Montfort. Es gehört seit 1952 dem Frankfurter Künstlerclub e. V. , der hier regelmäßig Kunstausstellungen, Matineen, Dichterlesungen und Konzerte veranstaltet.
- Seit 1974 verleiht die ehemalige Stadt Frankfurt-Bergen-Enkheim, die 1976 nach Frankfurt eingemeindet wurde, zusammen mit der Kulturgesellschaft Bergen-Enkheim den Literaturpreis Stadtschreiber von Bergen.
- Seit 1978 verleiht der Verein der Freunde Frankfurts zur Pflege der Frankfurter Tradition e. V[34] alle zwei Jahre den Kulturpreis Friedrich-Stoltze-Preis an Personen, die sich um die Pflege des kulturellen Erbes der Stadt besonders verdient machten.
- Eine Besonderheit unter den Frankfurter Literaturpreisen ist die Kalbacher Klapperschlange. Der undotierte Preis wird seit 1988 jährlich von einer Jury aus Kindern und Jugendlichen im Alter von 8 bis 13 Jahren vergeben.
- Das Literaturhaus Frankfurt wurde 1989 von Frankfurter Bürgern gegründet. Es hat seinen Sitz seit Oktober 2005 in der Alten Stadtbibliothek. Hier finden regelmäßig Autorenlesungen, literarische Veranstaltungen und Ausstellungen statt. Von 2001 bis 2004 verlieh der Verein jährlich einen Literaturpreis, den mit 15.000 Euro dotierten Blauer Salon Preis.
- Die Ernst-May-Gesellschaft widmet sich dem Erbe des Projekts Neues Frankfurt, dem avantgardistischen Siedlungsbau- und Designprojekt der 1920er Jahre.
- Der Verein Kultur für ALLE e. V. gibt seit 2008 einen Kulturpass heraus, der bedürftigen Frankfurtern die Teilhabe an Kultur wieder ermöglicht. Er verhandelt mit Veranstaltern, damit diese Kulturpassinhabern Eintritt zu einem Euro (Kinder die Hälfte) gewähren.

### Wissenschaftliche Vereine
Der Physikalische Verein besteht seit 1824. Er wurde auf Anregung Johann Wolfgang Goethes gegründet, „dass man sich in Frankfurt mit Physik und Chemie beschäftigen möge, um gesellschaftlichen und wirtschaftlichen Fortschritt zu fördern“. Der Verein richtete seine erste Sternwarte auf dem Turm der Paulskirche ein und war im 19. Jahrhundert für die korrekte Zeitbestimmung aller öffentlichen Frankfurter Uhren verantwortlich. 1862 stellte Philipp Reis im Gebäude des Physikalischen Vereins an der Eschenheimer Anlage das erste Telephon der Welt vor. 1908 bezog der Verein sein jetziges Gebäude an der Robert Mayer-Straße im Westend. Bei der Gründung der Frankfurter Universität brachte der Verein acht naturwissenschaftliche Institute in die Stiftungsuniversität. Bis 2005 waren im Vereinsgebäude mehrere Institute des Fachbereichs Physik untergebracht. Heute konzentriert sich der Verein mit seinen rund 1.100 Mitgliedern auf populärwissenschaftliche Vorträge und betreibt eine Volkssternwarte.

## Sonstiges
- Höchster Porzellanmanufaktur, mit Porzellanmuseum
- Philanthropin (Frankfurt am Main), ein Dokument jüdischer Kultur
- Dr. Hoch’s Konservatorium – Musikakademie
- Hochschule für Musik und Darstellende Kunst Frankfurt am Main
- Hochschule für Gestaltung Offenbach am Main
- Die Frankfurter Buchmesse ist die größte Buchmesse der Welt.
- Das Frankfurter Kultur Komitee fördert alle anspruchsvollen Formen von Kunst und Kultur.
- Künstlerhaus Mousonturm
- Das Institut für Neue Medien e. V. versteht sich als offene „Plug-In“-Plattform für individuelle Projekte in den Bereichen „Wissenschaft & Kunst, Virealität & Anwendungen, Netzwerk & Diskurse“.

## Regelmäßige Veranstaltungen
Die folgende Liste soll einen groben Überblick geben. Sie stellt keine komplette Liste dar. Sinnvolle Ergänzungen sind erwünscht.

### Frühling
- Seit 2000 laden die Museen in Frankfurt und Offenbach Ende April zu einer Nacht der Museen ein. Bis spät in die Nacht besteht die Möglichkeit, rund 60 Museen und andere Veranstaltungsorte zu besuchen. Das kulturelle und gastronomische Rahmenprogramm verzeichnet über 300 Veranstaltungen. Um die rund 40.000 Besucher an die verschiedenen Orte in der Region zu transportieren, werden Pendelbusse und museale Straßenbahn-Sonderzüge mit historischen Fahrzeugen eingesetzt.
- Die Dippemess ist ein im 12. Jahrhundert erstmals erwähnter Jahrmarkt, zweimal im Jahr als Volksfest stattfindet.
- Das Radrennen Rund um den Henninger-Turm fand bis 2008 traditionell am 1. Mai statt.
- Der Wäldchestag ist ein seit dem 14. Jahrhundert bekanntes Volksfest am Dienstag nach Pfingsten. Auch hier werden Sonderzüge der Straßenbahn, wie z. B. bis 2013 das Lieschen angeboten.[35]
- Seit dem Jahr 2000 findet die Luminale alle zwei Jahre im April in Frankfurt am Main statt. Das Festival wird parallel zur Light + Building, einer internationalen Fachmesse für Licht- und Beleuchtungstechnik, veranstaltet. Während des Festivals sind an öffentlichen und privaten Gebäuden sowie an markanten Plätzen in und um Frankfurt Lichtkunstwerke und Lichtinstallationen zu sehen.
- Die Night of Science ist eine studentisch organisierte Lange Nacht der Wissenschaften, bei der eine Nacht lang auf dem gesamten Campus Riedberg der Goethe-Universität Frankfurt am Main Vorträge, Podiumsdiskussionen und Rahmenprogramm zum Thema Naturwissenschaft und Forschung angeboten werden.
- Down-Sportlerfestival

### Sommer
- Das Musikfestival Sound of Frankfurt fand von 1994 bis 2004 jährlich im Sommer statt. Aus Mangel an Sponsoren fiel es 2005 und 2006 aus.
- Frankfurter Christopher Street Day
- Frankfurter Mainfest
- Frankfurter Weinfest
- Das Höchster Schlossfest wird seit 1957 jährlich im Juni und Juli in der Altstadt von Höchst gefeiert. Zu den zahlreichen Veranstaltungen im Rahmen des Schloßfestes zählen auch Freilichtkonzerte sowie der Höchster Orgelsommer, eine Konzertreihe in der Justinuskirche.
- Das Museumsuferfest ist eine seit 1987 alljährlich am letzten Wochenende im August stattfindende Kulturveranstaltung mit inzwischen weit über Frankfurt hinaus reichender Anziehungskraft. 2005 besuchten rund 3 Millionen Menschen dieses größte Fest im Rhein-Main-Gebiet.
- Der Frankfurter Firmenlauf (offizieller Name JPMorgan Chase Corporate Challenge, auch kurz Chase-Lauf genannt) findet seit 1993 jährlich im Juni statt. Mit über 62.000 Teilnehmern (Stand 2006) ist er nach Angaben des Veranstalters die größte Laufsportveranstaltung der Welt.
- Der Ironman Germany wird seit 2002 in Frankfurt und Umgebung ausgetragen.
- Das Sachsenhäuser Brunnenfest wurde 1490 erstmals erwähnt. Es wurde im Anschluss an die jährlich erforderliche Reinigung der Brunnen gefeiert. Obwohl inzwischen auch Sachsenhausen an die städtische Wasserversorgung angeschlossen war, wurde die Tradition 1953 durch die Brunnen- und Kerbegesellschaft wiederbelebt. Seitdem wird das Brunnenfest, zu dem auch die Wahl einer Brunnenkönigin gehört, jedes Jahr im August abgehalten.
- Der Berger Markt ist ein großes, Anfang September zusammen mit dem Stadtschreiber-Fest abgehaltenes Heimatfest im Stadtteil Bergen.
- Die Kinderkulturveranstaltungen Mainspiele und Opernspiele finden seit 1994 alljährlich in den Sommerferien statt

### Herbst und Winter
- Die zweite Frankfurter Dippemess des Jahres ist wie die Frühjahrs-Dippemess ein großes Volksfest am Ratsweg in Bornheim.
- Der Frankfurt-Marathon wird seit 1987 am letzten Sonntag im Oktober ausgetragen.
- Der Frankfurter Weihnachtsmarkt wird jährlich im Advent in der Altstadt abgehalten. Mit rund drei Millionen Besuchern ist er einer der größten Weihnachtsmärkte in Deutschland und ein Höhepunkt im jährlichen Veranstaltungskalender der Stadt.
- Der Frankfurter City-Halbmarathon findet seit 2003 am ersten Märzsonntag mit knapp 10.000 Teilnehmern statt.

## Weiterführende Informationen

### Wikipedia
- Kategorie:Kultur (Frankfurt am Main) – Artikelsammlung zum Thema
- Frankfurt am Main in der Literatur
- Kultur in Hamburg – Auch an der Elbe war bürgerlicher Gemeinsinn vonnöten